# Olympische Sommerspiele 1904
| Medaillenspiegel | Medaillenspiegel   | Medaillenspiegel | Medaillenspiegel | Medaillenspiegel | Medaillenspiegel |
| Platz            | Land               | G                | S                | B                | Ges.             |
| ---------------- | ------------------ | ---------------- | ---------------- | ---------------- | ---------------- |
| 01               | Vereinigte Staaten | 78               | 82               | 79               | 239              |
| 02               | Deutsches Reich    | 4                | 5                | 6                | 15               |
| 03               | Kuba               | 4                | 2                | 3                | 9                |
| 04               | Kanada             | 4                | 1                | 1                | 6                |
| 05               | Ungarn             | 2                | 1                | 1                | 4                |
| 06               | Gemischtes Team    | 1                | 1                | —                | 2                |
| 0                | Großbritannien     | 1                | 1                | —                | 2                |
| 08               | Griechenland       | 1                | —                | 1                | 2                |
| 09               | Österreich         | —                | —                | 1                | 1                |
| Medaillenspiegel |                    |                  |                  |                  |                  |

Die Olympischen Sommerspiele 1904 (offiziell Spiele der III. Olympiade genannt) fanden vom 1. Juli bis zum 23. November 1904 in St. Louis im US-Bundesstaat Missouri statt, im Rahmen der Louisiana Purchase Exposition. Diese Weltausstellung wurde – mit einjähriger Verspätung – zur Feier des 100. Jubiläums des Louisiana Purchase, also des Verkaufs der französischen Kolonie Louisiana an die Vereinigten Staaten im Jahr 1803, organisiert.
Wie schon 1900 in Paris waren auch diese Olympischen Spiele nur ein wenig bedeutendes Anhängsel der Weltausstellung und fanden wenig Beachtung. Aufgrund der langen Anreisezeit und der hohen Reisekosten entsandten nur wenige Staaten aus Übersee einige Athleten. In zahlreichen Disziplinen blieben die US-Amerikaner weitgehend unter sich, die sportlichen Wettkämpfe glichen zum größten Teil nationalen Meisterschaften mit gelegentlicher ausländischer Beteiligung.
Die einzige Errungenschaft, die sich bis heute erhalten hat, waren die Goldmedaillen, die den Olympiasiegern überreicht wurden. Zuvor waren lediglich der Erst- und Zweitplatzierte mit einer Silber- bzw. einer Bronzemedaille ausgezeichnet worden.

## Wahl des Austragungsortes
Pierre de Coubertin, der Präsident des Internationalen Olympischen Komitees (IOC), hatte bereits bei der Gründungsversammlung im Jahr 1894 den Wunsch geäußert, die dritten Olympischen Spiele der Neuzeit sollten in den Vereinigten Staaten stattfinden. Mehrere amerikanische Städte bewarben sich um die Ausrichtung, neben St. Louis auch Buffalo und Chicago. Weitaus am meisten Vorarbeit leistete das Chicagoer Komitee. Anlässlich der vierten Session des IOC am 21. und 22. Mai 1901 in Paris legte es ein Rahmenprogramm und einen konkreten Finanzplan vor. Stattfinden sollten die Spiele vom 10. bis 25. September 1904.
Die elf anwesenden IOC-Mitglieder (von insgesamt 28) bestimmten Chicago zum Austragungsort. Daraufhin bildeten sich mehrere Fachkommissionen, die die Vorbereitungen in die Wege leiteten. US-Präsident Theodore Roosevelt übernahm im September 1901 das Patronat der dritten Olympischen Spiele – wenige Tage nach der Ermordung seines Vorgängers William McKinley, der ebenfalls eine entsprechende Zusage gemacht hatte.

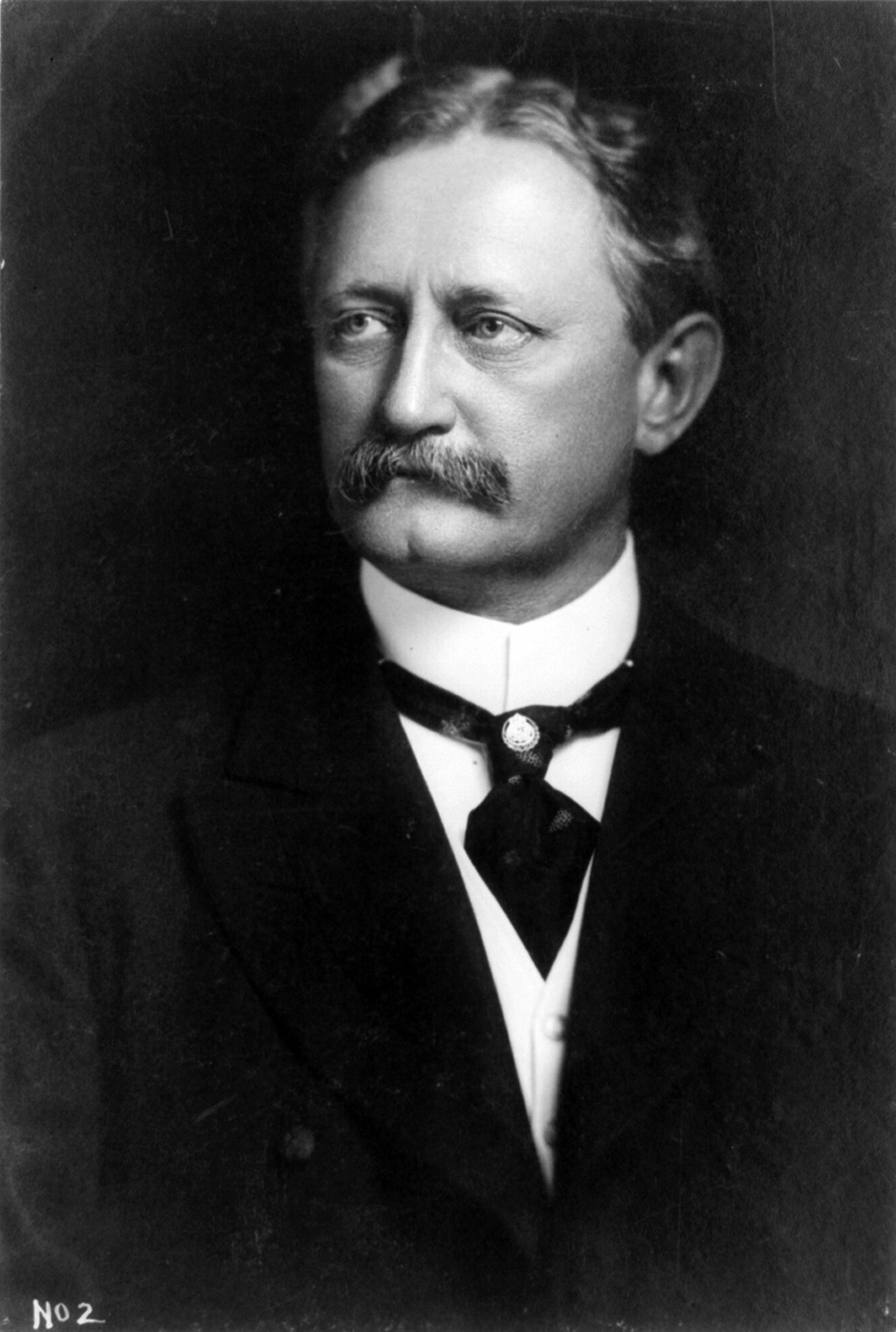
David Francis

Fünf Jahre zuvor hatte David Francis, der ehemalige Gouverneur von Missouri und 1896/97 Innenminister in der Regierung von Grover Cleveland, der Vereinigung der Geschäftsleute von St. Louis vorgeschlagen, 1903 das 100. Jubiläum des Louisiana Purchase mit einer großen internationalen Ausstellung zu feiern. Die Bauarbeiten auf dem Ausstellungsgelände im Forest Park – damals noch ein dicht bewaldetes Gebiet – begannen im Sommer 1901. Dabei ergaben sich erhebliche Verzögerungen und Finanzierungsschwierigkeiten, weshalb die Ausstellung im Juli 1902 um ein Jahr auf 1904 verschoben werden musste.
James E. Sullivan (zuständig für das Sportprogramm der Weltausstellung) und David Francis (mittlerweile Präsident des Organisationskomitees) sahen in der Verschiebung eine Chance, die Olympischen Spiele doch noch nach St. Louis zu holen. Theodore Roosevelt, der über gute Kontakte zu Pierre de Coubertin verfügte, sprach sich nun ebenfalls für St. Louis aus, da in Chicago die Vorbereitungen ins Stocken geraten waren. Nachdem das dortige Komitee um eine Verschiebung auf das Jahr 1905 ersucht hatte, ließ Coubertin im Dezember 1902 eine zweite Abstimmung über den Austragungsort durchführen. 14 von 21 IOC-Mitgliedern, die per Brief geantwortet hatten, befürworteten die Vergabe der Spiele nach St. Louis, fünf enthielten sich der Stimme.

## Organisation

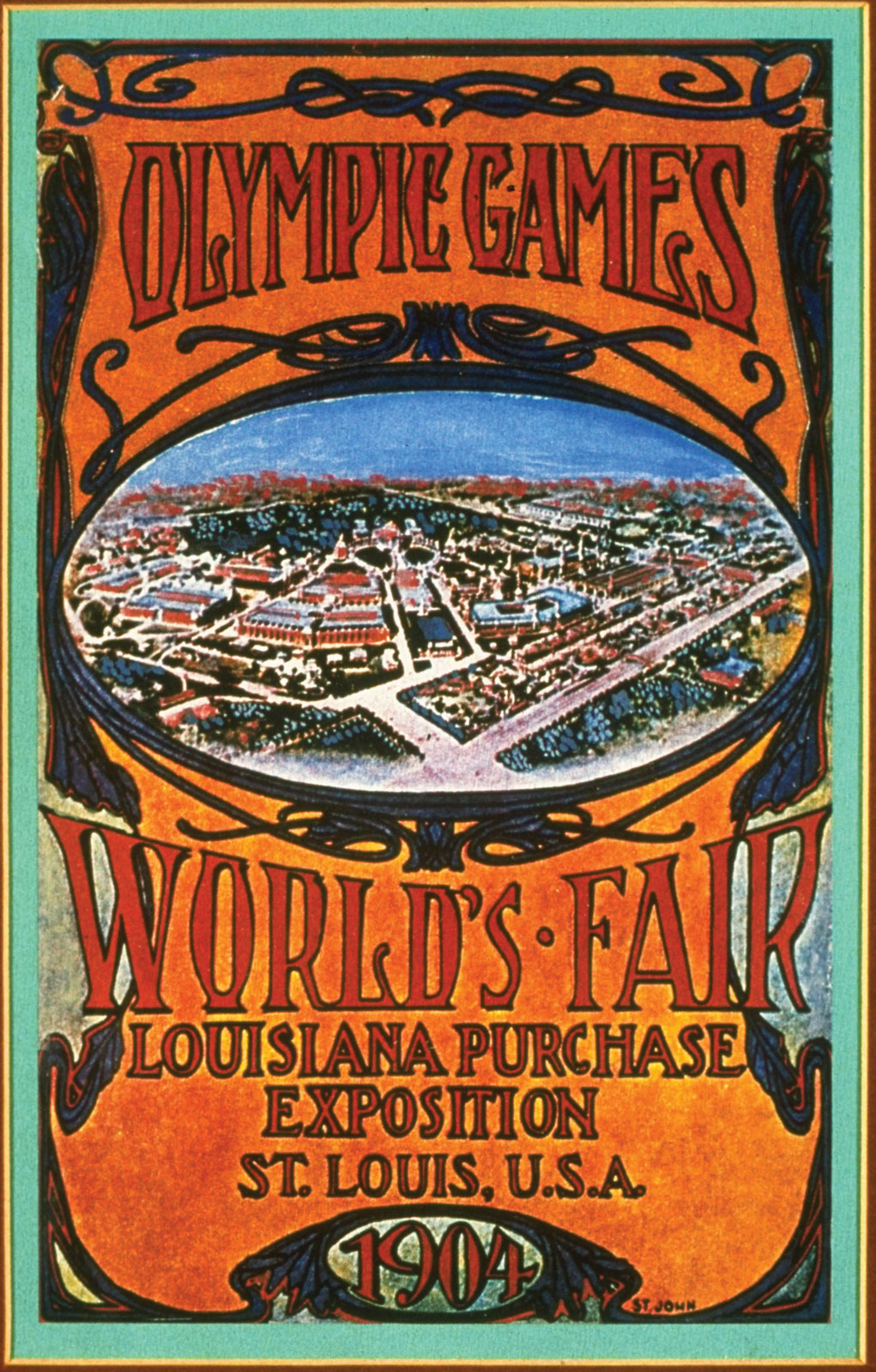
Programmheft der Weltausstellung, das auf die Olympischen Spiele hinweist

Verantwortlich für die Sportveranstaltungen während der Weltausstellung war die Abteilung P („Physical Culture“ – Körperkultur) des Organisationskomitees der Louisiana Purchase Exposition, die von James E. Sullivan, dem Schatzmeister der Amateur Athletic Union (AAU), geleitet wurde. Sullivan war zugleich Direktor der Olympischen Spiele und des Olympic Games Committee (OGC). Pierre de Coubertin war von Sullivan ausgebootet worden, weshalb Coubertin nicht einmal nach St. Louis zu seinen Spielen fuhr. und stattdessen eine Woche vor Beginn der Spiele in London zur 6. Session des IOC einlud. Hier wurden u. a. die Spiele von 1908 nach London vergeben. Ehrenpräsident des OGC war Theodore Roosevelt, während Alfred G. Shapleigh, Vizepräsident der Washington University, die Rolle des Schirmherren innehatte. Der Vorstand setzte sich aus mehreren Mitgliedern der AAU und des amerikanischen Fechtverbandes zusammen. Mitglieder des Internationalen Olympischen Komitees waren nicht vertreten.
Die Durchführung der Wettbewerbe lag in der Verantwortung der nationalen Sportverbände sowie Vertretern diverser Universitäten und Sportvereine. Internationale Sportverbände waren zu Beginn des 20. Jahrhunderts noch eine Seltenheit und wurden zudem nicht berücksichtigt. Die Jurys setzten sich ausschließlich aus Amerikanern zusammen, die meist keine Kenntnis von etwaigen abweichenden europäischen Regeln hatten. Dies führte im Verlauf der Olympischen Spiele bei der Regelauslegung immer wieder zu Missverständnissen, Fehlbeurteilungen und Bevorzugung der eigenen Landsleute.

## Wettkampfstätten
Zentraler Austragungsort der olympischen Wettbewerbe war das Stadion Francis Field, rund elf Kilometer westlich des Stadtzentrums auf dem Campus der Washington University gelegen. Benannt ist es nach David Francis, dem Direktor der Weltausstellung. Hier wurden folgende Sportarten ausgetragen: Basketball, Bogenschießen, Fußball, Gewichtheben, Lacrosse, Leichtathletik, Radsport, Ringen, Roque, Tauziehen und Turnen.

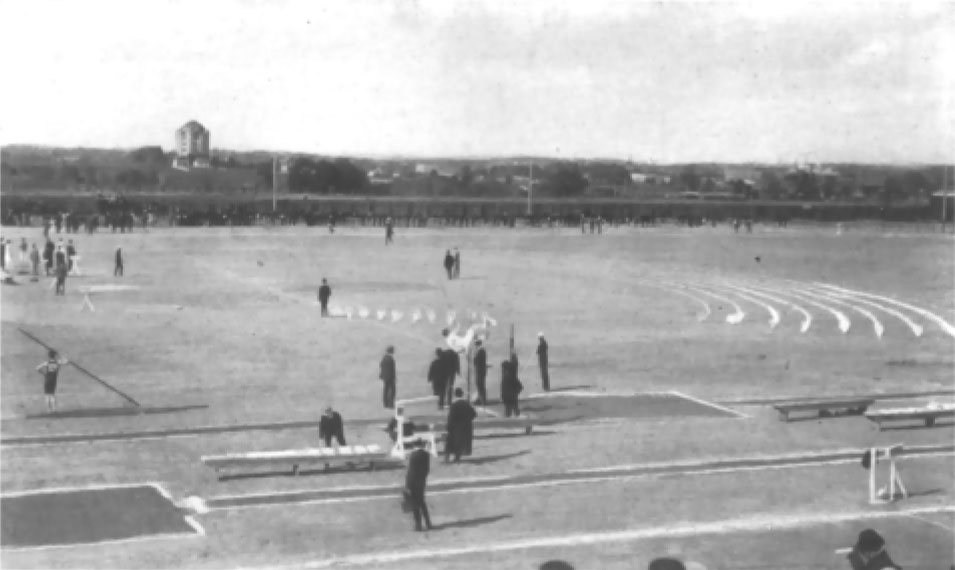
Francis Field

1899 hatte die Washington University das auf den Bau von Universitätsgebäuden spezialisierte Architekturbüro Cope & Stewardson mit dem Entwurf eines Stadions für 25.000 Zuschauer beauftragt. 1902 waren die Bauarbeiten abgeschlossen. Das Stadion, das heute den Sportmannschaften der Universität dient, befand sich am äußersten nordwestlichen Rand des über 500 Hektar großen Ausstellungsgeländes. Die Anlage besaß bis zum Umbau Mitte der 1980er Jahre eine für heutige Verhältnisse ungewöhnliche Form: Die Aschenbahn war eine Drittelmeile (536,44 m) lang, hatte drei kurze und eine lange Gerade von rund 220 m Länge. Diese Form war wenig zuschauerfreundlich, da die lange Gerade, auf der die meisten Entscheidungen fielen, relativ weit von der Tribüne entfernt lag.
Unmittelbar neben dem Stadion steht das Francis Gymnasium. Die 1903 im Tudorstil erbaute Sporthalle, damals noch als Physical Education Building bezeichnet, war Austragungsort der Wettbewerbe im Boxen und Fechten sowie einzelner Basketballspiele. Die Tennisturniere fanden auf den drei Francis Field Dirt Courts neben dem Stadion statt. Die Ruderwettbewerbe wurden auf dem Creve Coeur Lake ausgetragen, einem See rund 18 km nordwestlich des Stadions in der Nähe des Missouri Rivers. Gastgeber der Golfturniere war der Glen Echo Country Club, etwa 6 km nördlich des Stadions im Vorort Normandy; der älteste noch heute existierende 18-Loch-Golfplatz westlich des Mississippi Rivers war erst drei Jahre zuvor eröffnet worden.
Nur die Wassersportwettbewerbe (Schwimmen, Wasserball, Wasserspringen) fanden inmitten des eigentlichen Weltausstellungsgeländes statt, im Life Saving Exhibition Lake. Dabei handelte es sich um einen künstlich angelegten See, in dem üblicherweise die United States Coast Guard, die amerikanische Küstenwache, Vorführungen im Rettungsschwimmen zeigte. Der See wurde von einem Bach durchflossen und war von Düngerrückständen und dem Viehmist der unmittelbar benachbarten Landwirtschaftsausstellung stark verunreinigt, weshalb zahlreiche Wassersportler während und nach den Wettkämpfen erkrankten.

## Teilnehmer
| Amerika (599 Athleten aus 3 Nationen)                                      | Amerika (599 Athleten aus 3 Nationen)    | Amerika (599 Athleten aus 3 Nationen) |
| -------------------------------------------------------------------------- | ---------------------------------------- | ------------------------------------- |
| - Kanada (54)                                                              | - Kuba (3)                               | - Vereinigte Staaten (542)            |
| Europa (42 Athleten aus 6 Nationen)                                        |                                          |                                       |
| - Deutsches Reich (18) - Frankreich (1)                                    | - Griechenland (15) - Großbritannien (3) | - Österreich (1) - Ungarn (4)         |
| Afrika (8 Athleten aus 1 Nation)                                           |                                          |                                       |
| - Südafrika* (8)                                                           |                                          |                                       |
| Ozeanien (3 aus 1 Nation)                                                  |                                          |                                       |
| - Australien (3)                                                           |                                          |                                       |
| Sonstige Mannschaften (8 aus 1 Nation)                                     |                                          |                                       |
| - Gemischte Mannschaft (8)                                                 |                                          |                                       |
| (Anzahl der Athleten) * erstmalige Teilnahme bei Olympischen Sommerspielen |                                          |                                       |

Erstmals vertreten waren Sportler aus dem Gebiet des späteren Südafrika. Im Tauziehen bildeten sechs eingewanderte Buren, die wahrscheinlich auf der Weltausstellung als Arbeiter beschäftigt waren, eine Mannschaft. Am Marathonlauf nahmen Len Taunyane und Jan Mashiani von den Tswana teil, letzterer fälschlich den Zulu zugerechnet. Beide waren als Meldeläufer von General Cronjé Veteranen des Burenkriegs und nahmen mit diesem an einem Reenactment dieses Krieges teil – eine der Hauptattraktionen der Weltausstellung. Nach der erfolgreichen Teilnahme an einem Meilenlauf wurden Taunyane und Mashiani zur Teilnahme an den Olympischen Sommerspielen eingeladen. Die Tatsache, dass zwei Schwarze zu den ersten südafrikanischen Olympioniken gehörten, wurde während der Zeit der Apartheid weitgehend verschwiegen.
Österreich und Ungarn waren zwar Bestandteile des Staates Österreich-Ungarn, doch wurden die Resultate von Sportlern dieser Länder in den Statistiken getrennt geführt. Bei den 15 anwesenden Griechen handelte es sich überwiegend um Personen, die vor kurzem in die USA eingewandert waren und bei späteren Olympischen Spielen nicht mehr in Erscheinung traten.
Allgemein ist anzumerken, dass Sportler aus Übersee nur eine kleine Minderheit bildeten. Hauptgrund waren die hohen Reisekosten und die lange Reisezeit, die bis zu drei Wochen betrug. Auch verhinderte das über mehrere Monate verteilte Veranstaltungsprogramm die geschlossene Anreise ausländischer Delegationen. Nur im Deutschen Reich bildete sich, auf Initiative von Willibald Gebhardt, ein Unterstützungskomitee. Daraus entstand im selben Jahr der Deutsche Reichsausschuss für Olympische Spiele.
Mit Gustav Tiefenthaler, Andreas Kempf und Adolf Spinnler nahmen auch drei Athleten teil, die die Schweizer Staatsbürgerschaft besaßen. Da Tiefenthaler und Kempf für US-amerikanische Vereine und Spinnler für den Turnverein Esslingen an den Start gingen, werden ihre Resultate vom IOC der US-amerikanischen respektive der deutschen Mannschaft zugeordnet, obwohl alle drei Athleten über die jeweilige Staatsbürgerschaft verfügten.

## Medaillen und Auszeichnungen
1896 in Athen und 1900 in Paris waren jeweils nur die beiden besten Sportler ausgezeichnet worden, mit einer Silber- bzw. einer Bronzemedaille. Bei den Spielen in St. Louis erhielten erstmals die drei Bestplatzierten in einer Disziplin eine Medaille, wobei die neu eingeführte Goldmedaille an den Sieger ging. Ob diese Medaillen in allen Sportarten gleich aussahen, ist nicht bekannt. Zumindest bei der Leichtathletik lässt sich eine einheitliche Ausführung nachweisen.

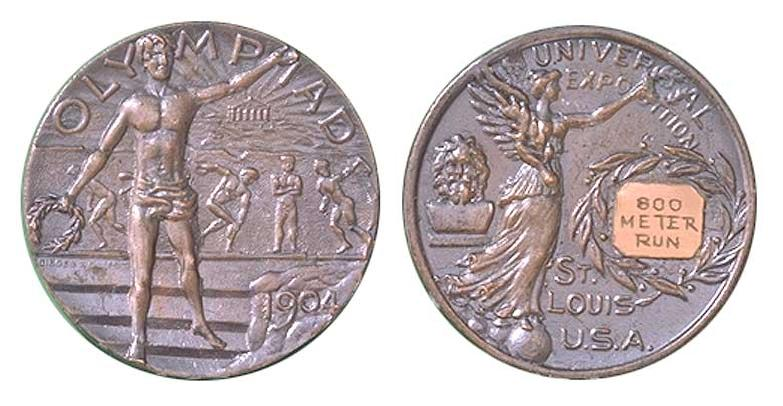
Silbermedaille des 800-Meter-Laufs

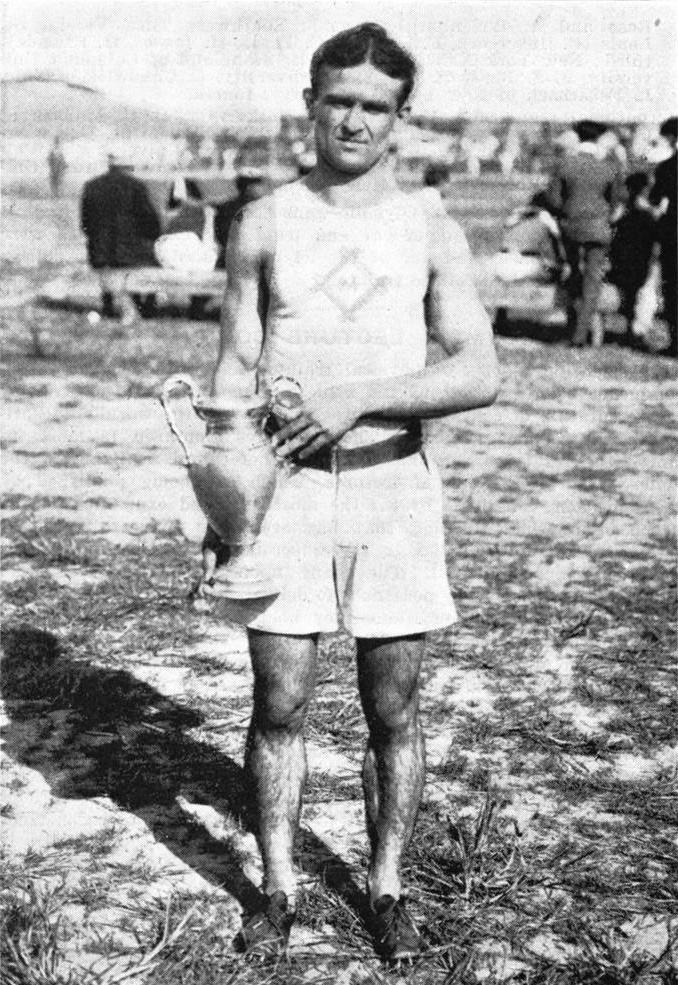
Archie Hahn mit dem Pokal für den Sieger des 100-Meter-Laufs

Die von der Firma Dieges & Clust in New York hergestellten Medaillen hatten einen Durchmesser von 39 Millimetern und eine Dicke von 3 Millimetern. Auf der Vorderseite ist ein auf einer Treppe stehender Athlet abgebildet, der in der rechten Hand einen Siegeskranz hält und den linken Arm hebt. Hinter ihm befindet sich ein Relief mit Darstellungen antiker Sportdisziplinen, überragt von einer Akropolis. Am Rand sind „Olympiad“ und „1904“ eingraviert. Die Rückseite zeigt, auf einem Erdball stehend, die griechische Siegesgöttin Nike. In der rechten Hand hält sie einen Palmzweig, in der ausgestreckten linken Hand einen Lorbeerzweig. Links der Göttin befindet sich eine Büste des Zeus, rechts von ihr ein weiterer Lorbeerkranz mit der Bezeichnung der Disziplin im Zwischenraum. Oben steht „Universal Exposition“ geschrieben, am unteren Rand „St. Louis U.S.A.“. An die Medaillen befestigt ist ein Stoffband in fünf Farben, mit einer Befestigungsnadel am oberen Rand. Darauf ist zu lesen: „1904 Universal Exposition Olympic Games St. Louis“.
Die nicht sehr zahlreichen Medaillengewinner aus dem Ausland erhielten von der Amateur Athletic Union zusätzliche Medaillen, die ebenfalls von Dieges & Clust hergestellt wurden. Auf deren Vorderseite ist die römische Glücksgöttin Fortuna abgebildet, die einem Athleten einen Kranz überreicht. Auf der Rückseite ist oberhalb der Mitte die Disziplin eingraviert, umgeben von Darstellungen verschiedener Sportgeräte.
Zusätzlich zu den Medaillen stifteten diverse Privatpersonen Pokale, die den Siegern bestimmter Disziplinen als Sonderpreis überreicht wurden. So waren beispielsweise in der Leichtathletik 19 verschiedene Pokale zu gewinnen, während die Golfspieler insgesamt 14 erhielten. Das größte Prestige besaß die von Albert Spalding gestiftete Trophäe für den besten Verein. Spalding, ein bekannter Baseballspieler und Gründer eines Sportartikelunternehmens, führte eine inoffizielle Gesamtwertung aller Disziplinen, die der New York Athletic Club für sich entschied. David Francis stiftete den Pokal für den Sieger des Marathonlaufs.

## Veranstaltungskalender

### Übersicht aller Sportveranstaltungen im Rahmen der Weltausstellung
Oftmals war unklar, welche Sportveranstaltungen überhaupt olympischen Status hatten. Einzelne wurden von den Organisatoren als olympisch bezeichnet, später aber vom IOC nicht als solche anerkannt. Andere wiederum waren olympisch, jedoch gab es bei der Bezeichnung keinen entsprechenden Hinweis darauf. Einen bedeutenden Teil des Programms bildeten die (ausnahmslos nichtolympischen) Handicap-Disziplinen, die sich zu Beginn des 20. Jahrhunderts großer Beliebtheit erfreuten. Dabei wurde schwächeren Teilnehmern eine Vorgabe gewährt, beispielsweise eine geringere Distanz oder eine Zeitgutschrift nach bestimmten Berechnungsmethoden.
Abteilung P hatte ursprünglich über 300 Sportarten vorgeschlagen und schließlich 102 ins Programm aufgenommen. Die Grenze zwischen olympischen Disziplinen und Schauveranstaltungen im Rahmen der Weltausstellung war durchaus fließend. Oft hatten die sportlichen Veranstaltungen mehr den Charakter von Jahrmarktattraktionen, weswegen die Olympischen Spiele 1904 bisweilen als „Westernshow“ kritisiert wurden. Das IOC erkennt heute nur noch 16 Sportarten als offiziell an, wobei Schwimmen, Wasserpolo und Wasserspringen als Schwimmsport zusammengefasst werden.
Die nachfolgende Tabelle bietet eine Übersicht der Sportveranstaltungen im Rahmen der Louisiana Purchase Exposition. Enthalten sind sowohl olympische als auch nichtolympische Veranstaltungen in den offiziell anerkannten Sportarten.

Tonnenspringen gehörte zu den eher skurrilen Veranstaltungen

| Datum                       | Name der Veranstaltung | Sportart                              | Olympisch |
| --------------------------- | --- | ------------------------------------- | --------- |
| 14. Mai                     | Interscholastic meet for the state of Missouri (Interschultreffen des Staates Missouri)                                                      | –                                     | nein      |
| 21. Mai                     | Open handicap athletic meeting (Offenes Treffen der Handicap-Leichtathletik)                                                                 | Leichtathletik                        | nein      |
| 28. Mai                     | Interscholastic meet for the schools of the Louisiana Purchase Territory (Interschultreffen der Schulen des Louisiana-Purchase-Territoriums) | –                                     | nein      |
| 30. Mai                     | Elementary school championships (Grundschulmeisterschaften)                                                                                  | –                                     | nein      |
| 2. Juni                     | AAU handicap meeting (Handicap-Treffen der AAU)                                                                                              | –                                     | nein      |
| 3. Juni                     | AAU junior championships (Juniorenmeisterschaften der AAU)                                                                                   | –                                     | nein      |
| 4. Juni                     | AAU senior championships (Seniorenmeisterschaften der AAU)                                                                                   | –                                     | nein      |
| Juni                        | Amateur baseball tournament (Amateur-Baseballturnier)                                                                                        | Baseball                              | nein      |
| 11. Juni                    | Western college championships (Westliche College-Meisterschaften)                                                                            | –                                     | nein      |
| 23. Juni                    | Turner’s mass exhibition (Massenvorführung der Turner)                                                                                       | Turnen                                | nein      |
| 25. Juni                    | Olympic college championships (Olympische College-Meisterschaften)                                                                           | –                                     | nein      |
| 29. bis 30. Juni            | Interscholastic championships (Interschulmeisterschaften)                                                                                    | –                                     | nein      |
| 1. Juli                     | Athletic games in honor of cardinal Satolli (Athletische Spiele zu Ehren von Kardinal Francesco Satolli)                                     | –                                     | nein      |
| 1. bis 2. Juli              | „Internationales Wettturnen“ | Turnen                                | ja        |
| 4. Juli                     | AAU All-around championships (Zehnkampfmeisterschaft der AAU)                                                                                | Leichtathletik                        | ja        |
| 4. bis 6. Juli              | Public school championships (Meisterschaften der öffentlichen Schulen)                                                                       | –                                     | nein      |
| 5. bis 7. Juli              | Olympic lacrosse championships (Olympische Lacrosse-Meisterschaften)                                                                         | Lacrosse                              | ja        |
| 11. bis 12. Juli            | Olympic basketball championships (Olympische Basketballmeisterschaften)                                                                      | Basketball                            | nein      |
| 13. bis 14. Juli            | Olympic College basketball championships (Olympische College-Basketballmeisterschaften)                                                      | Basketball                            | nein      |
| 20. bis 23. Juli            | Irish sports (Irische Sportarten) | –                                     | nein      |
| 29. Juli                    | Handicap meeting of the Western Association (Handicaptreffen des westlichen Verbandes)                                                       | –                                     | nein      |
| 30. Juli                    | Championships of the Western Association (Meisterschaften des westlichen Verbandes)                                                          | –                                     | nein      |
| 29. bis 30. Juli            | Olympic world’s regatta (Olympische Weltmeisterschaftsregatta)                                                                               | Rudern                                | teilweise |
| 1. bis 6. August            | Grand circuit meet and national amateur championships of the NCA (Großes Bahntreffen und Nationale Amateurmeisterschaft der NCA)             | Radsport                              | teilweise |
| 3. bis 6. August            | – | Roque                                 | ja        |
| 11. August                  | Bohemian gymnastics (Böhmische Gymnastik) | –                                     | nein      |
| 12. bis 13. August          | Anthropology days (Anthropologische Tage) | Leichtathletik Bogenschießen          | nein      |
| 15. bis 20. August          | YMCA athletics championships (Leichtathletik-Meisterschaften des YMCA)                                                                       | Leichtathletik                        | nein      |
| 29. August bis 3. September | Olympic games (Olympische Spiele) | Gewichtheben Leichtathletik Tauziehen | teilweise |
| 29. August bis 3. September | – | Tennis                                | teilweise |
| 5. bis 7. September         | AAU swimming and water polo championships (Schwimm- und Wasserballmeisterschaften der AAU)                                                   | Schwimmen Wasserball Wasserspringen   | teilweise |
| 6. bis 8. September         | World’s fencing championships (Fechtweltmeisterschaften)                                                                                     | Fechten                               | teilweise |
| 14. bis 15. September       | AAU wrestling championships (Ringermeisterschaften der AAU)                                                                                  | Ringen                                | ja        |
| 19. bis 21. September       | Grand annual target meeting of the NAA (Großes jährliches Schießtreffen der NAA)                                                             | Bogenschießen                         | ja        |
| 19. bis 24. September       | Olympic golf championship (Olympische Golfmeisterschaften)                                                                                   | Golf                                  | teilweise |
| 21. bis 23. September       | World’s boxing championships (Boxweltmeisterschaften)                                                                                        | Boxen                                 | ja        |
| 28. bis 29. Oktober         | AAU gymnastic championships (Turnmeisterschaften der AAU)                                                                                    | Turnen                                | teilweise |
| 12. November                | Olympic college football (Olympisches College-Football)                                                                                      | College Football                      | nein      |
| 16. bis 23. November        | – | Fußball                               | ja        |

### Olympisches Wettkampfprogramm
Es wurden 94 Wettbewerbe in 16 Sportarten/17 Disziplinen ausgetragen (91 für Männer und 3 für Frauen). Dies waren 5 Wettbewerbe mehr, aber 3 Sportarten/Disziplinen weniger als in Paris 1900. Nachfolgend die Änderungen zu im Detail:
- Debüt der Frauen im Bogenschießen mit Double Columbia Round, Double National Round und Team Round. Im Programm für die Männer wurden die Double York Round, Double American Round und Team American Round hinzugefügt – hingegen entfielen Au cordon doré (Scheibenschießen) 33 m, Au cordon doré (Scheibenschießen) 50 m, Au chapelet (Scheibenschießen) 33 m, Au chapelet (Scheibenschießen) 50 m, Sur la perche à la herse (Mastschießen) und Sur la perche à la pyramide (Mastschießen) für die Männer.
- Boxen wurde mit den Gewichtsklassen Fliegen-, Bantam-, Feder-, Leicht-, Welter-, Mittel- und Schwergewicht für Männer ins olympische Programm genommen.
- Cricket, Krocket (3 Wettkämpfe) und Pelota wurden aus dem olympischen Programm gestrichen.
- Im Fechten erweiterten Florett Mannschaft und Singlestick für Männer das Programm – hingegen entfielen Florett für Fechtmeister, Degen für Fechtmeister, Säbel für Fechtmeister und Degen für Amateure und Fechtmeister.
- Gewichtheben war mit Beidarmig und dem einarmigen Mehrkampf wieder im olympischen Programm, nachdem es in Paris 1900 gefehlt hatte.
- Im Golf wurde das Programm um die Mannschaftswertung für Männer erweitert – hingegen entfiel das Einzel bei den Frauen.
- Lacrosse und Roque wurden ins olympische Programm aufgenommen.
- In der Leichtathletik erweiterten Gewichtweitwurf, Dreikampf und Mehrkampf für Männer das Programm – die 2590 m Hindernis ersetzten die 2500 m Hindernis und der 4-Meilen-Mannschaftslauf den 5000-m-Mannschaftslauf – hingegen entfielen die 4000 m Hindernis für Männer.
- Polo, Rugby Union, Schießen (9 Wettkämpfe), Springreiten (3 Wettkämpfe), Segeln (7 Bootsklassen) und Wasserball fehlten im olympischen Programm in Saint Louis 1904.
- Der Radsport war mit der Disziplin Bahnradsport im olympischen Programm. Das Programm wurde durch die ¼ Meile, ⅓ Meile, ½ Meile, 1 Meile, 2 Meilen, 5 Meilen und die 25 Meilen erweitert – hingegen entfielen die 25 km und der Sprint für Männer.
- Ringen war mit der Disziplin Freistil in Saint Louis 1904 vertreten. Im Programm waren die Gewichtsklassen Fliegen-, Papier-, Feder-, Bantam-, Leicht-, Welter- und Schwergewicht für Männer.
- Im Rudern erweiterte der Doppelzweier für Männer das Programm – der Zweier ohne Steuermann und Vierer ohne Steuermann ersetzten den Zweier mit Steuermann und Vierer mit Steuermann.
- Beim Schwimmen wurde das Programm um die 50 Yards Freistil, 100 Yards Freistil, 220 Yards Freistil, 440 Yards Freistil, 880 Yards Freistil, 1 Meile Freistil, 4 × 50 Yards Freistil Staffel, 100 Yards Rücken und 440 Yards Brust erweitert – hingegen entfielen 200 m Freistil, 1000 m Freistil, 4000 m Freistil, 200 m Rücken, 400 m Mannschaftsschwimmen, 200 m Hindernisschwimmen und Unterwasserschwimmen für die Männer.
- Wasserspringen wurde mit Turmspringen 10 m und Kopfweitsprung für Männer Teil des olympischen Programms.
- Beim Tennis entfiel das Dameneinzel und Mixed-Doppel.
- Im Turnen wurde das Programm durch Mannschaftsmehrkampf, Keulenschwingen und die Kombinationswettbewerbe (Dreikampf und Viererkombination) für Männer erweitert – wieder eingeführt wurden Barren, Pauschenpferd, Reck, Ringe, Sprung und Tauhangeln für Männer

### Olympische Sportarten/Disziplinen
- Bogenschießen Gesamt (6) = Männer (3)/Frauen (3)
- Boxen Gesamt (7) = Männer (7)
- Fechten Gesamt (5) = Männer (5)
- Fußball Gesamt (1) = Männer (1)
- Gewichtheben Gesamt (2) = Männer (2)
- Golf Gesamt (2) = Männer (2)
- Lacrosse Gesamt (1) = Männer (1)
- Leichtathletik Gesamt (25) = Männer (25)
- Radsport Gesamt (7) = Männer (7)
- Ringen Gesamt (7) = Männer (7)
- Roque Gesamt (1) = Männer (1)
- Rudern Gesamt (5) = Männer (5)
- Schwimmsport
  -  Schwimmen Gesamt (9) = Männer (9)
  -  Wasserspringen Gesamt (2) = Männer (2)
- Tauziehen Gesamt (1) = Männer (1)
- Tennis Gesamt (2) = Männer (2)
- Turnen Gesamt (11) = Männer (11)

Anzahl der Wettkämpfe in Klammern

### Zeitplan

#### Juli/August/September
| Zeitplan                  | Zeitplan       | Zeitplan | Zeitplan | Zeitplan | Zeitplan | Zeitplan | Zeitplan | Zeitplan | Zeitplan | Zeitplan | Zeitplan | Zeitplan | Zeitplan | Zeitplan | Zeitplan | Zeitplan | Zeitplan | Zeitplan | Zeitplan | Zeitplan | Zeitplan | Zeitplan | Zeitplan | Zeitplan  | Zeitplan  | Zeitplan  | Zeitplan  | Zeitplan  | Zeitplan  | Zeitplan  | Zeitplan  | Zeitplan  | Zeitplan  | Zeitplan           |
| Disziplin                 | Disziplin      | Fr. 1.   | Sa. 2.   | So. 3.   | Mo. 4.   | Di. 5.   | Mi. 6.   | Do. 7.   | ...      | Mo. 11.  | Di. 12.  | ...      | Sa. 30.  | ...      | Di. 2.   | Mi. 3.   | Do. 4.   | Fr. 5.   | Sa. 6.   | So. 7.   | Mo. 8.   | ...      | Mo. 29.  | Di. 30.   | Mi. 31.   | Do. 1.    | Fr. 2.    | Sa. 3.    | So. 4.    | Mo. 5.    | Di. 6.    | Mi. 7.    | Do. 8.    | Ent- schei- dungen |
| Disziplin                 | Disziplin      | Juli     | Juli     | Juli     | Juli     | Juli     | Juli     | Juli     | Juli     | Juli     | Juli     | Juli     | Juli     | Juli     | August   | August   | August   | August   | August   | August   | August   | August   | August   | August    | August    | September | September | September | September | September | September | September | September | Ent- schei- dungen |
| ------------------------- | -------------- | -------- | -------- | -------- | -------- | -------- | -------- | -------- | -------- | -------- | -------- | -------- | -------- | -------- | -------- | -------- | -------- | -------- | -------- | -------- | -------- | -------- | -------- | --------- | --------- | --------- | --------- | --------- | --------- | --------- | --------- | --------- | --------- | ------------------ |
| Fechten                   | Fechten        |          |          |          |          |          |          |          |          |          |          |          |          |          |          |          |          |          |          |          |          |          |          |           |           |           |           |           |           |           |           | 2         | 3         | 5                  |
| Gewichtheben              | Gewichtheben   |          |          |          |          |          |          |          |          |          |          |          |          |          |          |          |          |          |          |          |          |          |          |           |           |           |           | 2         |           |           |           |           |           | 2                  |
| Lacrosse                  | Lacrosse       |          |          |          |          |          |          | 1        |          |          |          |          |          |          |          |          |          |          |          |          |          |          |          |           |           |           |           |           |           |           |           |           |           | 1                  |
| Leichtathletik            | Leichtathletik |          |          |          | 1        |          |          |          |          |          |          |          |          |          |          |          |          |          |          |          |          |          | 6        | 1         | 4         | 5         |           | 7         |           |           |           |           |           | 24                 |
| Radsport                  | Radsport       |          |          |          |          |          |          |          |          |          |          |          |          |          | 1        | 2        |          | 4        |          |          |          |          |          |           |           |           |           |           |           |           |           |           |           | 7                  |
| Roque                     | Roque          |          |          |          |          |          |          |          |          |          |          |          |          |          |          |          |          |          |          |          | 1        |          |          |           |           |           |           |           |           |           |           |           |           | 1                  |
| Rudern                    | Rudern         |          |          |          |          |          |          |          |          |          |          |          | 5        |          |          |          |          |          |          |          |          |          |          |           |           |           |           |           |           |           |           |           |           | 5                  |
| Schwimm-sport             | Schwimmen      |          |          |          |          |          |          |          |          |          |          |          |          |          |          |          |          |          |          |          |          |          |          |           |           |           |           |           |           | 2         | 4         | 4         |           | 10                 |
| Schwimm-sport             | Wasserspringen |          |          |          |          |          |          |          |          |          |          |          |          |          |          |          |          |          |          |          |          |          |          |           |           |           |           |           |           |           |           | 1         |           | 1                  |
| Tauziehen                 | Tauziehen      |          |          |          |          |          |          |          |          |          |          |          |          |          |          |          |          |          |          |          |          |          |          |           |           | 1         |           |           |           |           |           |           |           | 1                  |
| Tennis                    | Tennis         |          |          |          |          |          |          |          |          |          |          |          |          |          |          |          |          |          |          |          |          |          |          |           |           |           |           | 2         |           |           |           |           |           | 2                  |
| Turnen 1                  | Turnen 1       |          | 4        |          |          |          |          |          |          |          |          |          |          |          |          |          |          |          |          |          |          |          |          |           |           |           |           |           |           |           |           |           |           | 4                  |
| Demonstrationswettbewerbe |                |          |          |          |          |          |          |          |          |          |          |          |          |          |          |          |          |          |          |          |          |          |          |           |           |           |           |           |           |           |           |           |           |                    |
| Basketball                |                |          |          |          |          |          |          |          |          |          |          |          |          |          |          |          |          |          |          |          |          |          |          |           |           |           |           |           |           |           |           |           |           |                    |
| Wasserball                |                |          |          |          |          |          |          |          |          |          |          |          |          |          |          |          |          |          |          |          |          |          |          |           |           |           |           |           |           |           |           |           |           |                    |
| Entscheidungen            | Entscheidungen |          | 4        |          | 1        |          |          | 1        |          |          |          |          | 5        |          | 1        | 2        |          | 4        |          |          | 1        |          | 6        | 1         | 4         | 6         |           | 11        |           | 2         | 4         | 7         | 3         | 63                 |
|                           |                | Fr. 1.   | Sa. 2.   | So. 3.   | Mo. 4.   | Di. 5.   | Mi. 6.   | Do. 7.   | ...      | Mo. 11.  | Di. 12.  | ...      | Sa. 30.  | ...      | Di. 2.   | Mi. 3.   | Do. 4.   | Fr. 5.   | Sa. 6.   | So. 7.   | Mo. 8.   | ...      | Mo. 29.  | Di. 30.   | Mi. 31.   | Do. 1.    | Fr. 2.    | Sa. 3.    | So. 4.    | Mo. 5.    | Di. 6.    | Mi. 7.    | Do. 8.    |                    |
| Juli                      | Juli           | Juli     | Juli     | Juli     | Juli     | Juli     | Juli     | Juli     | Juli     | Juli     | Juli     | Juli     | August   | August   | August   | August   | August   | August   | August   | August   | August   | August   | August   | September | September | September | September | September | September | September | September |           |           |                    |

#### September/Oktober/November
| Zeitplan       | Zeitplan       | Zeitplan  | Zeitplan  | Zeitplan  | Zeitplan  | Zeitplan  | Zeitplan  | Zeitplan  | Zeitplan  | Zeitplan  | Zeitplan | Zeitplan | Zeitplan | Zeitplan | Zeitplan | Zeitplan | Zeitplan | Zeitplan | Zeitplan | Zeitplan | Zeitplan           |
| Disziplin      | Disziplin      | Sa. 17.   | So. 18.   | Mo. 19.   | Di. 20.   | Mi. 21.   | Do. 22.   | Fr. 23.   | Sa. 24.   | ...       | Fr. 14.  | Sa. 15.  | ...      | Fr. 28.  | ...      | Mi. 16.  | Do. 17.  | Fr. 18.  | ...      | Mi. 23.  | Ent- schei- dungen |
| Disziplin      | Disziplin      | September | September | September | September | September | September | September | September | September | Oktober  | Oktober  | Oktober  | Oktober  | Oktober  | November | November | November | November | November | Ent- schei- dungen |
| -------------- | -------------- | --------- | --------- | --------- | --------- | --------- | --------- | --------- | --------- | --------- | -------- | -------- | -------- | -------- | -------- | -------- | -------- | -------- | -------- | -------- | ------------------ |
| Bogenschießen  | Bogenschießen  |           |           | 2         | 2         | 2         |           |           |           |           |          |          |          |          |          |          |          |          |          |          | 6                  |
| Boxen          | Boxen          |           |           |           |           |           | 7         |           |           |           |          |          |          |          |          |          |          |          |          |          | 7                  |
| Fußball        | Fußball        |           |           |           |           |           |           |           |           |           |          |          |          |          |          |          |          |          |          | 1        | 1                  |
| Golf           | Golf           | 1         |           |           |           |           |           |           | 1         |           |          |          |          |          |          |          |          |          |          |          | 2                  |
| Ringen         | Ringen         |           |           |           |           |           |           |           |           |           |          | 7        |          |          |          |          |          |          |          |          | 7                  |
| Turnen         | Turnen         |           |           |           |           |           |           |           |           |           |          |          |          | 8        |          |          |          |          |          |          | 8                  |
| Entscheidungen | Entscheidungen | 1         |           | 2         | 2         | 2         | 7         |           | 1         |           |          | 7        |          | 8        |          |          |          |          |          | 1        | 31                 |
|                |                | Sa. 17.   | So. 18.   | Mo. 19.   | Di. 20.   | Mi. 21.   | Do. 22.   | Fr. 23.   | Sa. 24.   | ...       | Fr. 14.  | Sa. 15.  | ...      | Fr. 28.  | ...      | Mi. 16.  | Do. 17.  | Fr. 18.  | ...      | Mi. 23.  |                    |
| September      | September      | September | September | September | September | September | September | September | Oktober   | Oktober   | Oktober  | Oktober  | Oktober  | November | November | November | November | November |          |          |                    |

Farblegende

## Zeremonien
Im Gegensatz zu 1896, aber wie schon 1900, fanden bei den dritten Olympischen Spielen keine Eröffnungs- oder Schlussfeiern statt. Als Eröffnungsfeier können allenfalls die Festlichkeiten am 30. April 1904, dem ersten Tag der Weltausstellung, gelten. Nach einer Ansprache von Kriegsminister William Howard Taft vor dem Haupteingang wandte sich David Francis kurz nach 13 Uhr an die über 200.000 Zuschauer und verkündete:
„Open ye gates, swing wide ye portals, enter herein ye sons of men, learn the lessons here taught and gather from it inspiration for still greater accomplishments!“ („Öffnet eure Tore, macht eure Portale weit auf, kommt herein ihr Söhne von Männern, lernt die hier gelehrten Lektionen und lasst euch zu noch größeren Errungenschaften inspirieren!“)
Daraufhin schickte Francis ein Funksignal an das Weiße Haus in Washington, D.C., wo Präsident Roosevelt per Knopfdruck die elektrischen Generatoren auf dem Ausstellungsgelände in Gang setzte. Die Sportveranstaltungen begannen am 14. Mai mit den Schülermeisterschaften des Staates Missouri, die olympischen Wettbewerbe am 1. Juli mit dem Turnmehrkampf. Nur die Schwimmwettbewerbe Anfang September waren von einem Festakt begleitet: Am Seeufer spielte die Marschkapelle der United States Navy auf, dirigiert von John Philip Sousa.
Wann genau die siegreichen Sportler ihre Medaillen und Pokale in Empfang nahmen, war von Sportart zu Sportart unterschiedlich. Teilweise geschah dies am Ende eines Wettkampftages oder nach Abschluss einer Serie bestimmter Disziplinen. Bekannt ist, dass bei den Turnern und Golfspielern am Abend des letzten Wettkampftages Bankette stattfanden.

## Wettbewerbe

### Basketball

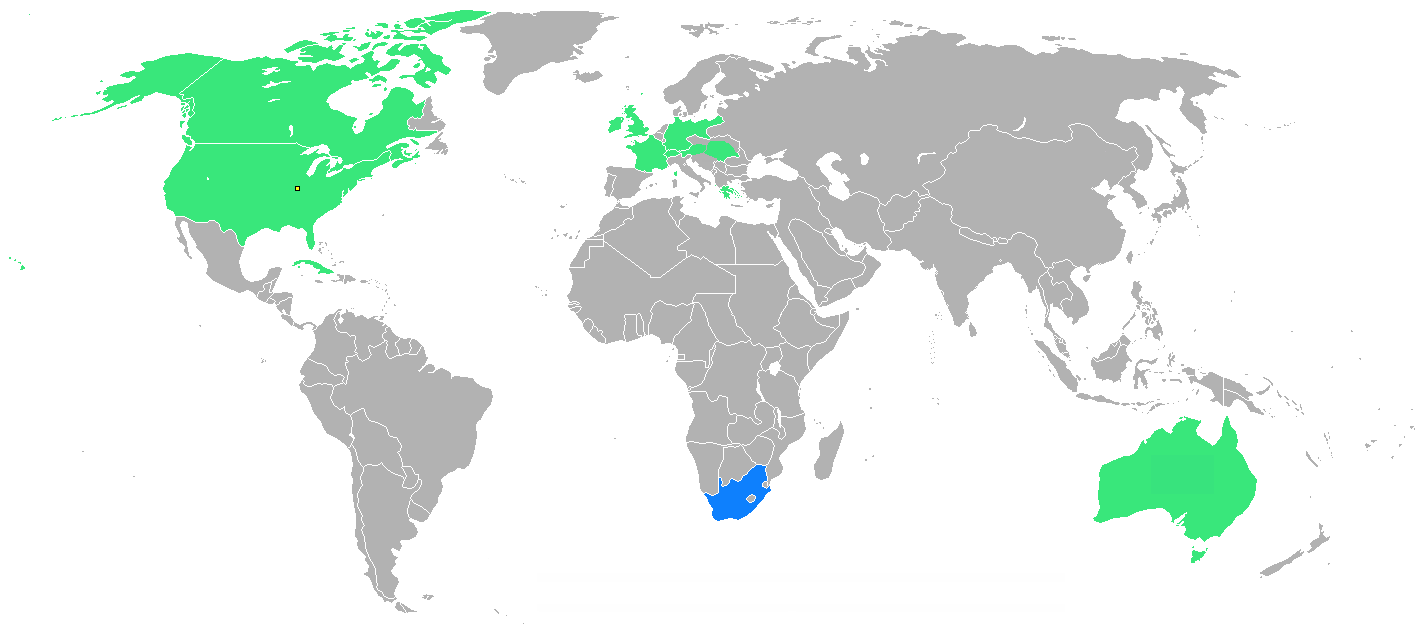
Teilnehmende Nationen
Grün: Mind. zum zweiten Mal dabei
Blau: Erstmalige Teilnahme

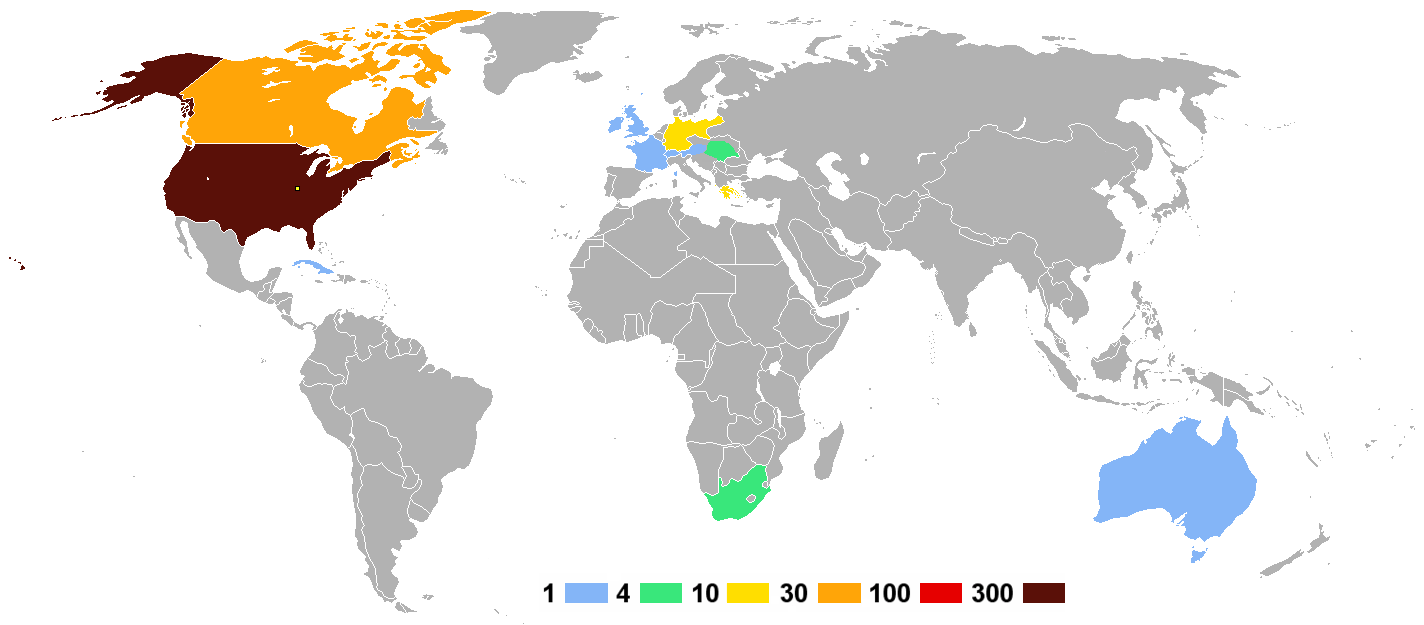
Anzahl der Athleten

Ergebnisübersicht siehe Olympische Sommerspiele 1904/Basketball
Ob das Basketballturnier olympischen Status hatte, ist umstritten. Es war als „Olympic World’s Basket Ball Championships“ (olympische Basketball-Weltmeisterschaft) ausgeschrieben, doch traten ausschließlich amerikanische Mannschaften an, weil Basketball damals vorrangig in den USA verbreitet war. Die Buffalo Germans dominierten ihre Gegner fast nach Belieben und gewannen alle fünf Spiele deutlich.

### Bogenschießen
Ergebnisübersicht siehe Olympische Sommerspiele 1904/Bogenschießen
Im Bogenschießen gab es je drei Wettbewerbe für Männer und Frauen. Dabei handelt es sich um die einzige Sportart bei diesen Spielen, bei der auch Frauen teilnahmeberechtigt waren. Es nahmen ausschließlich Amerikaner teil, wodurch lange Zeit Zweifel bestanden, ob diese Wettbewerbe überhaupt olympisch oder nur nationale Meisterschaften waren. Für den olympischen Status spricht, dass theoretisch auch Ausländer hätten teilnehmen dürfen und nur Amateure zugelassen waren. Die erfolgreichsten Teilnehmer waren Matilda Howell mit drei und George Bryant mit zwei Goldmedaillen. Howell ist zugleich die erste dreifache Olympiasiegerin der Geschichte.

### Boxen
Ergebnisübersicht siehe Olympische Sommerspiele 1904/Boxen
Boxen stand 1904 zum ersten Mal auf dem olympischen Programm. In den sieben Gewichtsklassen waren ausschließlich Amerikaner vertreten, dennoch galten diese Kämpfe als olympisch: Sie waren nicht als nationale Meisterschaften ausgeschrieben, und Ausländer wären teilnahmeberechtigt gewesen. Jeder Kampf ging über drei Runden; die beiden ersten dauerten je drei Minuten, die dritte Runde vier Minuten. Eine Besonderheit war, dass Boxer einer leichteren Gewichtsklasse auch in höheren Gewichtsklassen antreten durften. Von dieser Regelung profitierte Oliver Kirk, der Sieger im Bantam- und Federgewicht wurde. Er ist der einzige Boxer überhaupt, der jemals bei den gleichen Spielen zwei Goldmedaillen gewann.

### Fechten
Ergebnisübersicht siehe Olympische Sommerspiele 1904/Fechten
In den fünf Wettbewerben im Fechten waren Teilnehmer aus drei Ländern gemeldet. Gefochten wurde mit Florett, Degen und Säbel. Daneben gab es einmalig einen Wettbewerb im Stockfechten sowie eine Florettmannschaftswertung. Nicht als olympische Disziplin gewertet wurde der Florettwettbewerb für Junioren. Die kubanischen Fechter erwiesen sich als überlegen. Am erfolgreichsten war Ramón Fonst mit drei Goldmedaillen. In je einem Einzelwettbewerb und in der Mannschaftswertung siegten Manuel Díaz und Albertson Van Zo Post; gemeinsam mit Fonst gewannen sie die Mannschaftswertung.

### Fußball
Ergebnisübersicht siehe Olympische Sommerspiele 1904/Fußball
Am olympischen Fußballturnier nahmen wie schon bei der Premiere im Jahr 1900 keine Nationalmannschaften teil. Gemeldet hatten sich lediglich drei Mannschaften, der Verein Galt FC aus Kanada und zwei College-Mannschaften aus St. Louis. In Europa stieß das Turnier in St. Louis nur auf geringes Interesse. Zwar gab es in Deutschland Planungen, ein Team zu entsenden, diese wurden allerdings zwei Monate vor Turnierbeginn wieder fallengelassen.
Der Galt FC aus Cambridge (Ontario), der zuvor viermal in Folge Verbandsmeister der Western Football Association (Vorläufer des kanadischen Fußballverbandes) geworden war, setzte sich erwartungsgemäß mit insgesamt 11:0 Toren in zwei Spielen durch. Da die Direktbegegnung zwischen den beiden Mannschaften aus St. Louis torlos endete, wurde ein Entscheidungsspiel um den zweiten Platz angesetzt, das die Mannschaft des Christian Brothers’ College gewann. Ein Kuriosum ist, dass die Spiele lediglich zweimal 30 Minuten dauerten.

### Gewichtheben
Ergebnisübersicht siehe Olympische Sommerspiele 1904/Gewichtheben

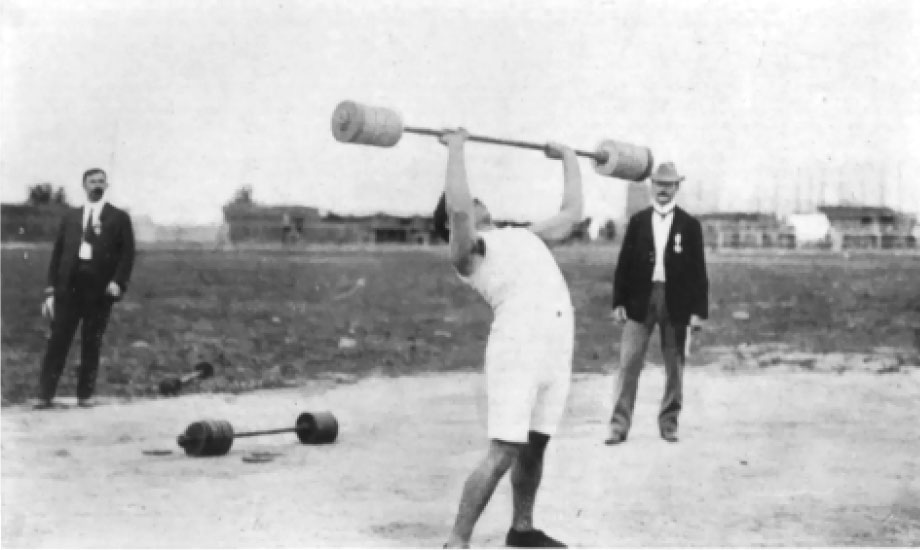
Perikles Kakousis

Gehörte Gewichtheben vier Jahre zuvor in Paris nicht zum Programm, wurde es in St. Louis wieder durchgeführt, und zwar parallel zu den Leichtathletikwettbewerben (die heute übliche Trennung in Leicht- und Schwerathletik existierte damals noch nicht). Es waren zwei nicht nach Gewichtsklassen unterteilte Disziplinen ausgeschrieben. Der Mehrkampf umfasste zehn verschiedene Übungen, die jeweils mit nur einem Arm absolviert werden durften und benotet wurden. Die zweite Disziplin war das beidhändige Gewichtheben, wobei hier das gehobene Gewicht entschied. Der Grieche Perikles Kakousis gewann mit mehr als 27 kg Vorsprung auf den Amerikaner Oscar Osthoff, dem Sieger des Mehrkampfs.

### Golf
Ergebnisübersicht siehe Olympische Sommerspiele 1904/Golf

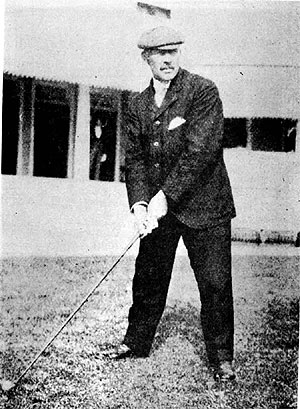
George Lyon

Golf war 1904 zum zweiten Mal olympische Sportart. Auf dem Gelände des Glen Echo Country Club fanden innerhalb von neun Tagen insgesamt sieben Golfwettbewerbe statt, von denen zwei als „olympisch“ ausgeschrieben waren. Der Golfclub hatte über 5000 Einladungen in zahlreiche Länder verschickt, doch aus dem Ausland meldeten sich lediglich drei Kanadier; alle anderen 74 Teilnehmer waren Amerikaner. Sämtliche Spieler mussten ein Startgeld von fünf Dollar entrichten und versprechen, dass sie keine Profis waren.
Das Einzelturnier begann mit einer Qualifikationsrunde im Zählspielverfahren (stroke play), um das Teilnehmerfeld auf 32 zu verkleinern. In den vier darauf folgenden Runden wurden im Lochspielverfahren (match play) die beiden Finalteilnehmer ermittelt. Im Finale setzte sich überraschend der Kanadier George Lyon gegen den als Favoriten gehandelten Chandler Egan durch. Zum Mannschaftswettbewerb hatten sich ursprünglich sechs Teams angemeldet, doch es erschienen nur die Vertreter zweier Teilverbände. Die zufällig anwesenden Einzelspieler bildeten ein drittes Team, das für den nationalen Verband United States Golf Association antrat. Nach zwei Runden im Zählspielverfahren stand die Western Golf Association als Sieger fest. Es sollte nach diesen Spielen über ein Jahrhundert dauern, bis Golf wieder Bestandteil von Olympischen Spielen wurde.

### Lacrosse

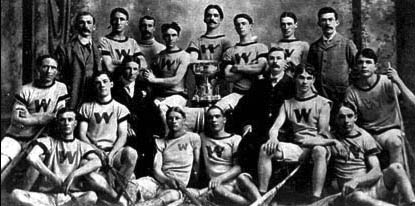
Die Winnipeg Shamrocks

Ergebnisübersicht siehe Olympische Sommerspiele 1904/Lacrosse
Lacrosse, eine von nordostamerikanischen Indianern entwickelte und mit Netzschlägern ausgeübte Ballsportart, war nur 1904 und 1908 olympisch. Es traten drei Mannschaften an, davon zwei aus Kanada und eine aus den USA. Die Shamrocks aus Winnipeg siegten vor dem einheimischen Team der St. Louis Amateur Athletic Association. Dritte wurden die Mohawk Indians of Canada, eine aus Mohawk-Indianern aus der Gegend um Brantford in Ontario zusammengesetzte Mannschaft.

### Leichtathletik
Ergebnisübersicht siehe Olympische Sommerspiele 1904/Leichtathletik
Es wurden insgesamt 24 Leichtathletikwettbewerbe ausgetragen. Darunter waren einige Disziplinen, die heute nicht mehr ausgetragen werden: 60-Meter-Lauf, 200-Meter-Hürdenlauf, Hindernislauf über 2590 Meter, 4-Meilen-Mannschaftslauf, Standhochsprung, Standweitsprung, Standdreisprung und Gewichtweitwurf.

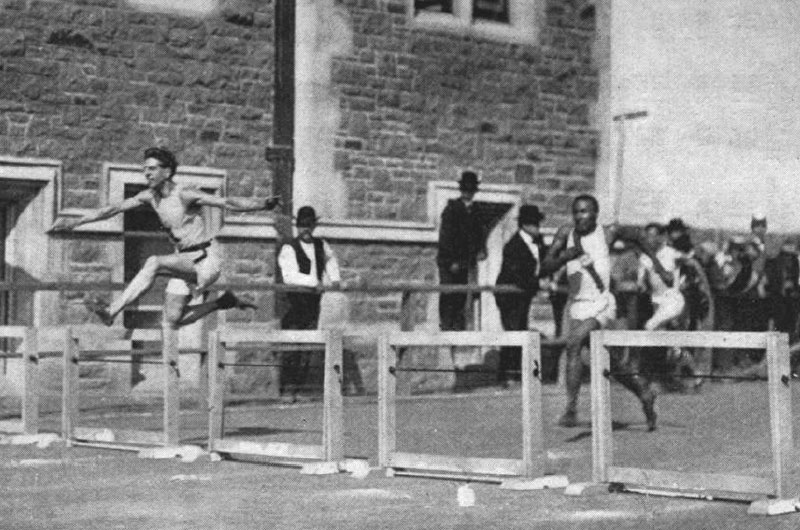
200-Meter-Hürdenrennen

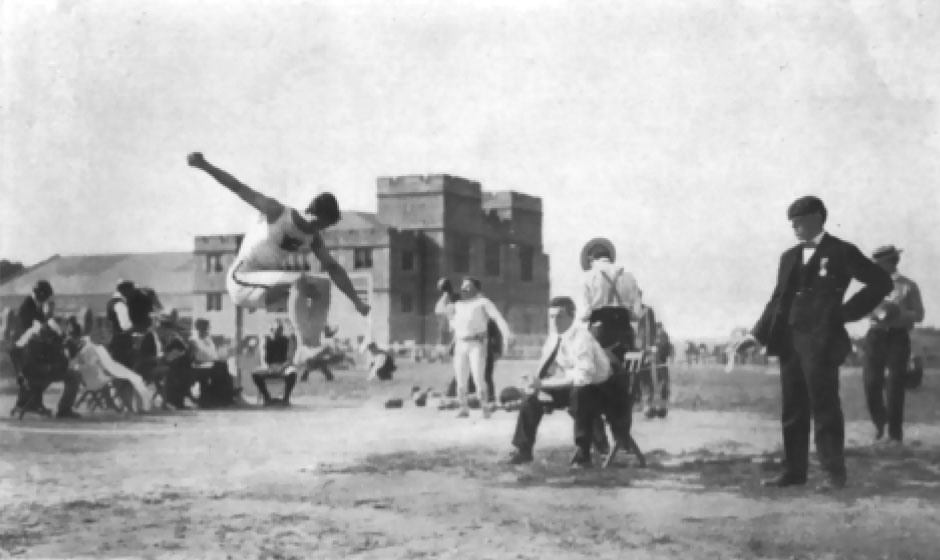
Myer Prinstein, Olympiasieger im Weitsprung

Darüber hinaus unterschieden sich zwei olympische Disziplinen erheblich von ihrer heutigen Form: Der Zehnkampf fand an einem einzigen Tag statt und bestand aus folgenden Disziplinen: Lauf über 100 Yards (91,44 m), Kugelstoßen, Hochsprung, Gehen über 880 Yards (804,67 m), Hammerwurf, Stabhochsprung, Hürdenlauf über 120 Yards (109,73 m), Gewichtweitwurf, Weitsprung und Lauf über 1 Meile (1609 m). Der 200-Meter-Lauf fand zum einzigen Mal in der olympischen Geschichte vollständig auf einer Geraden statt, anstatt in der Kurve der Laufbahn.
Ein Viertel der Athleten stammte aus dem Ausland, womit die Leichtathletik die „internationalste“ Sportart dieser Olympischen Spiele war. Dennoch gingen fast alle Goldmedaillen an das Gastgeberland. Die einzigen nichtamerikanischen Olympiasieger waren der für Großbritannien startende Ire Tom Kiely im Zehnkampf und der Kanadier Étienne Desmarteau im Gewichtweitwurf. Erfolgreichster Leichtathlet war James Lightbody mit drei Goldmedaillen und einer Silbermedaille, gefolgt von Ray Ewry, Archie Hahn und Harry Hillman mit je drei Goldmedaillen.
Trotz der Abwesenheit zahlreicher namhafter europäischer Athleten erreichten die Wettbewerbe ein leistungsmäßig hohes Niveau. Neben elf olympischen Rekorden wurden auch zwei neue Weltrekorde erzielt, durch James Lightbody im 1500-Meter-Lauf und Ralph Rose im Kugelstoßen. Harry Hillmans neue Weltrekordzeit im 400-Meter-Hürdenlauf wurde nicht anerkannt, da er eine Hürde umgeworfen hatte und die Hürden darüber hinaus nur 2½ Fuß (76,2 cm) hoch waren anstatt der vorgeschriebenen 3 Fuß (91,44 cm). Archie Hahns olympischer Rekord über 200 Meter blieb bis 1932 bestehen, wobei er vor allem vom Umstand profitierte, dass er keine Kurven laufen musste.

#### Marathonlauf
Der am meisten beachtete und umstrittenste Wettbewerb war der Marathonlauf. Offiziell war dessen Länge mit 40 km bzw. 24,85 Meilen angegeben, vermutlich war der Lauf aber fast zwei Kilometer länger. Die Rennbedingungen waren äußerst hart: Die hügelige Strecke (sieben Steigungen mit 30 bis 100 m Höhendifferenz) führte über unbefestigte Straßen mit einer mehreren Zentimeter dicken Staubschicht. Begleitautos und -pferde wirbelten zusätzlich Staub auf, wodurch zahlreiche Läufer an starken Hustenkrämpfen litten. Obschon die Temperaturen durchwegs über 32 °C (90 °F) lagen, stand nur eine einzige Wasserstelle zur Verfügung. (Die später immer wieder aufgestellte Behauptung, das Trinken von Wasser sei verboten gewesen, ist nachweislich falsch.)

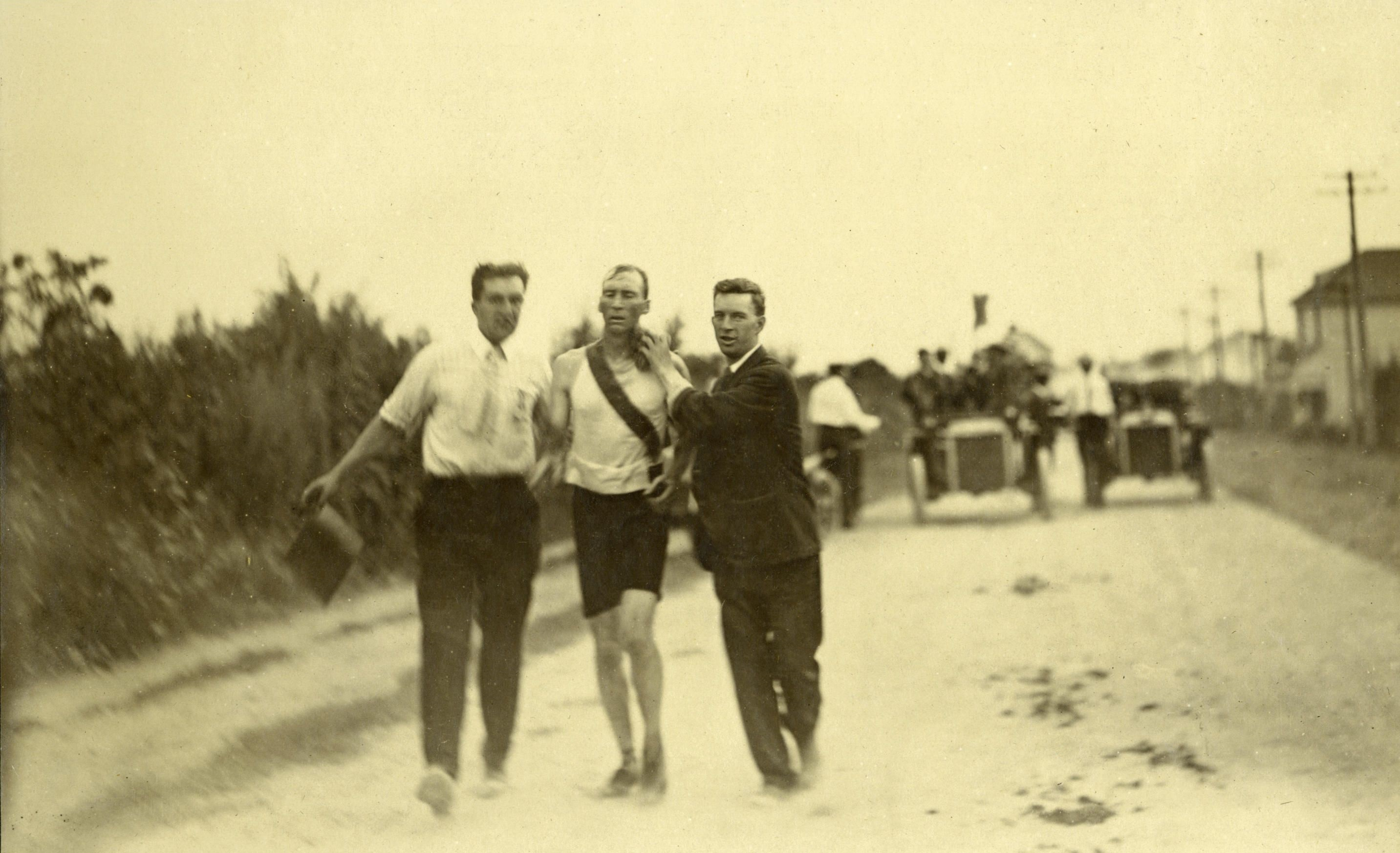
Thomas Hicks mit zwei Betreuern

Nach etwa der Hälfte des Rennens übernahm Thomas Hicks die Führung und erreichte schließlich nach fast dreieinhalb Stunden und mit großem Vorsprung das Ziel. Nur 14 von 36 Läufern schafften die gesamte Strecke. Hicks’ Siegeslauf gibt einen Einblick in das mangelnde sportmedizinische Wissen jener Zeit. Auf Anraten seiner Betreuer trank er kein Wasser, sondern spülte lediglich seinen Mund mit destilliertem Wasser aus. Etwa bei Kilometer 28 erhielt er ein Milligramm Strychnin mit einem Eiweiß. Bei Kilometer 32 gab es ein zweites Eiweiß mit Strychnin sowie einen Schluck Brandy. Außerdem wurde ihm der ganze Körper mit warmem Wasser abgerieben. Auf der letzten Meile aß Hicks zwei weitere Eier und nahm mehr Brandy zu sich, seine Begleiter wiederholten das Abreiben mit Wasser.
Frederick Lorz hatte nach 15 Kilometern scheinbar aufgegeben. Er stieg in ein Begleitfahrzeug, verfolgte von dort aus eine Weile das Renngeschehen und lief dann wieder vorne mit. Dabei war er von der Jury beobachtet worden und wurde wieder ins Auto geschickt. Die letzten acht Kilometer legte er erneut laufend zurück und kam dabei noch vor Sieger Hicks am Ziel an. Zu diesem Zeitpunkt war Lorz allerdings bereits disqualifiziert worden.
Der Journalist Charles Lucas, der das Rennen im Auto begleitete, schmückte die kuriosen Ereignisse während des Marathonlaufs weiter aus. So soll der barfuß laufende Südafrikaner Len Taunyane von einem Hund durch ein Getreidefeld verfolgt worden sein. Wegen des großen Umwegs verlor er etwa sechs bis sieben Minuten und beendete das Rennen schließlich als Neunter. Der viertplatzierte Kubaner Félix Carvajal lief das Rennen mit schweren Straßenschuhen. Da er keine Turnhose besaß, schnitt er vor dem Start die Beine seiner normalen Hose ab, um wenigstens wie ein Läufer auszusehen. Eine bessere Platzierung vergab er, da zwei Pfirsiche, die ihm unterwegs angeboten worden waren, bei ihm Magenkrämpfe verursachten. Lucas schrieb auch, der Marathonlauf habe bewiesen, dass „Drogen aus medizinischer Sicht von großem Vorteil für die Athleten“ seien.

### Radsport

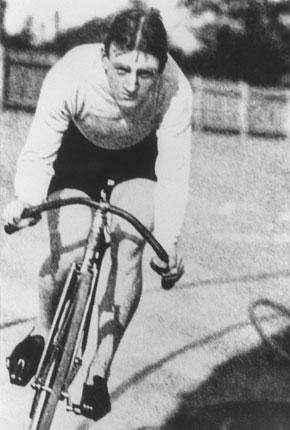
Marcus Hurley

Ergebnisübersicht siehe Olympische Sommerspiele 1904/Radsport
Im Rahmen der Weltausstellung veranstaltete der amerikanische Radsportverband insgesamt 25 Rennen, von denen 15 Amateuren vorbehalten waren. Es konnte nachgewiesen werden, dass Amateure und Profis zwar am selben Tag und auf derselben Bahn fuhren, jedoch nie gegeneinander im gleichen Rennen. Das IOC betrachtet sieben Amateurrennen als olympisch. Zwar waren nur Amerikaner am Start, die Teilnahme stand aber auch Ausländern offen. Schon zu Beginn des 20. Jahrhunderts waren Rennen auf Zementbahnen üblich. In St. Louis stand aber nur die staubige Aschenbahn des Leichtathletikstadions zur Verfügung, was bei den Fahrern auf Kritik stieß.
Marcus Hurley war der mit Abstand erfolgreichste Fahrer. Er gewann über eine Viertelmeile, eine Drittelmeile, eine halbe Meile und eine Meile jeweils die Goldmedaille. Den möglichen fünften Sieg im Rennen über zwei Meilen vergab er, als er in der letzten Kurve wegrutschte. Das längste Rennen über 25 Meilen beendeten nur vier von zehn gestarteten Fahrern.

### Ringen
Ergebnisübersicht siehe Olympische Sommerspiele 1904/Ringen

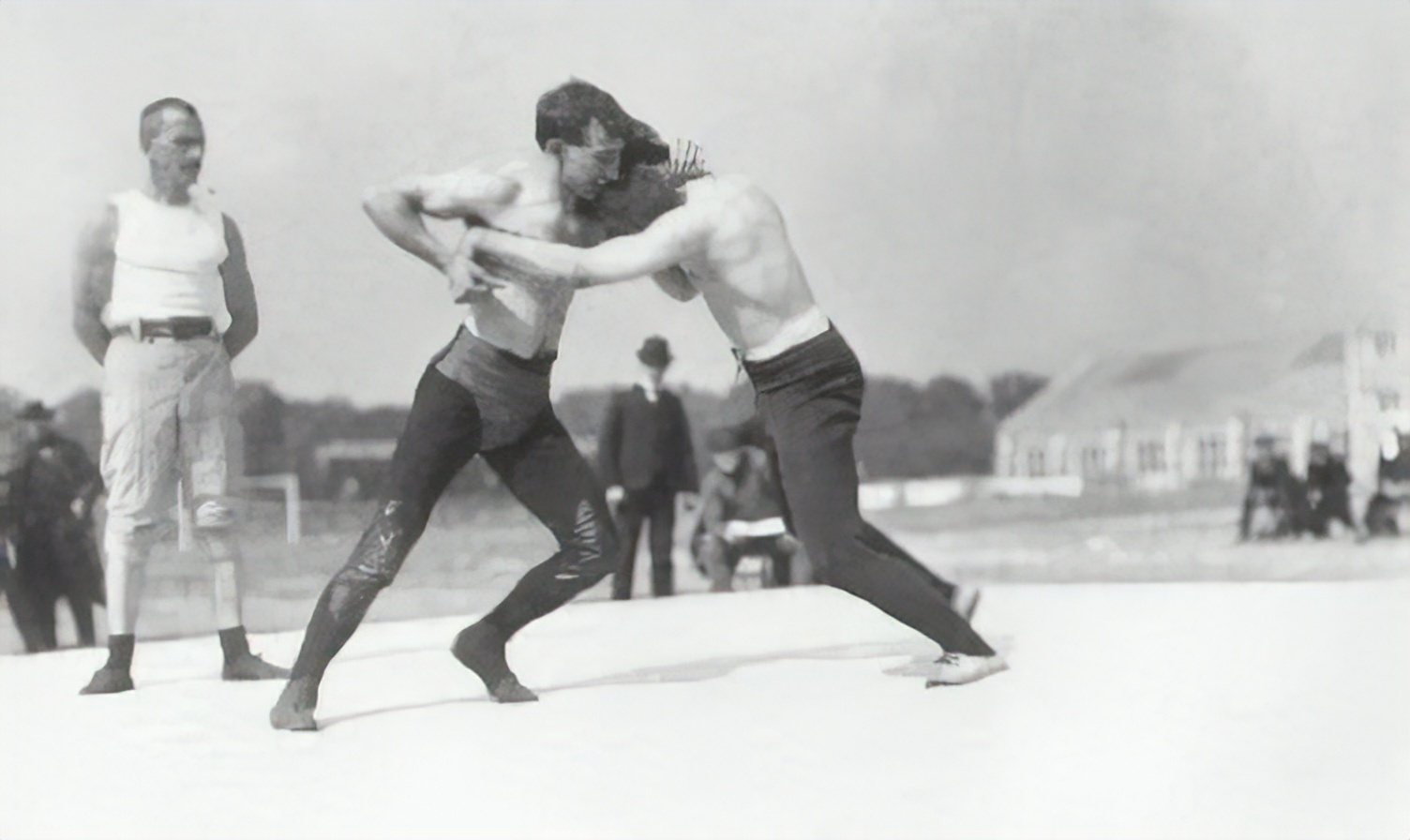
Finale im Federgewicht

Nachdem 1900 in Paris das Ringen nicht auf dem Programm gestanden hatte, wurde es in St. Louis wieder aufgenommen. Diesmal fand jedoch nicht der klassische griechisch-römische Stil Berücksichtigung, sondern der freie Stil. Erst seit 1908 sind beide Stilarten gleichberechtigt vertreten. Die Wettbewerbe in den sieben Gewichtsklassen waren als nationale Meisterschaft der Amateur Athletic Union (AAU) ausgeschrieben, die 41 antretenden Ringer waren ausschließlich Amerikaner. Dennoch gelten diese Wettbewerbe als olympisch, weil die Ausschreibung grundsätzlich Amateure aus allen Ländern zuließ. Laut damaligem Regelwerk fiel die Bronzemedaille automatisch demjenigen zu, der in der ersten Runde gegen den späteren Turniersieger verloren hatte; der Ausgang allfälliger späterer Runden spielte dabei keine Rolle.

### Roque

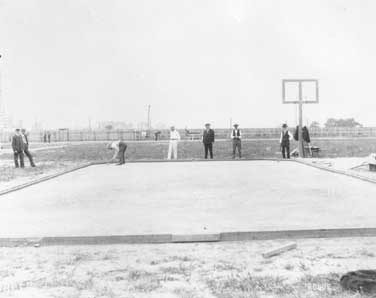
Ein Roque-Spiel

Ergebnisübersicht siehe Olympische Sommerspiele 1904/Roque
Roque, die amerikanische Variante des Croquet, war nur 1904 eine olympische Sportart. Es nahmen nur vier Amerikaner am Turnier teil, das als nationale Meisterschaft ausgeschrieben war. Da aber theoretisch auch Ausländer hätten teilnehmen können (sofern sie Amateure waren), gilt dieser Wettbewerb als olympisch. Turniersieger wurde Charles Jacobus.

### Rudern
Ergebnisübersicht siehe Olympische Sommerspiele 1904/Rudern
Im Rudern fanden fünf Wettbewerbe statt (Einer, Doppelzweier, Zweier ohne Steuermann, Vierer ohne Steuermann und Achter). Die Rennen waren als amerikanische Meisterschaften ausgeschrieben, gelten dennoch als olympisch, weil auch Ausländer teilnahmeberechtigt waren. Von dieser Möglichkeit machte aber nur der Achter aus Kanada Gebrauch. Die Regattastrecke war 1,5 Meilen lang. Nur die Vierer und die Achter befuhren die gesamte Strecke; in den anderen Bootsklassen musste nach Hälfte der Strecke gewendet werden – ein heute völlig unübliches Vorgehen.

### Schwimmen
Ergebnisübersicht siehe Olympische Sommerspiele 1904/Schwimmen

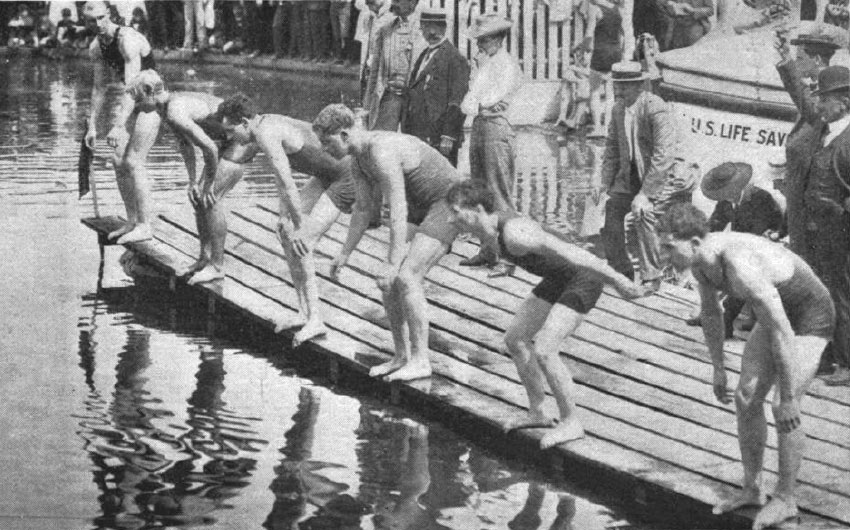
Start zum Rennen über 100 Meter Freistil

Das Schwimmen war neben dem Fechten die einzige Sportart, bei der die Amerikaner nicht überragend waren, da drei europäische Länder ihre besten Schwimmer entsandt hatten. Die neun Wettbewerbe fanden unter einfachsten Bedingungen statt. Die Athleten starteten von einem nur wenig aus dem Wasser ragenden Bohlenfloß aus, das sonst zum Anlegen von Booten bei Vorführungen der Rettungsschwimmer der Küstenwache diente. Das Floß war nur über eine schmale Planke erreichbar. Wendepunkt und Ziel waren durch gespannte Seile markiert, es gab keine abgetrennten Bahnen. Die Jury saß in einem Boot oder beobachtete das Renngeschehen wie die Zuschauer vom Seeufer aus. Beim Rückenschwimmen war der übliche Start mit Abstoßen der Beine wegen des schwankenden Floßes nicht möglich. Stattdessen sprangen die Schwimmer mit den Füßen voran ins Wasser und drehten sich anschließend auf den Rücken.
Erfolgreichster Schwimmer war der Amerikaner Charles Daniels mit drei Goldmedaillen, gefolgt vom Ungarn Zoltán Halmay und dem Deutschen Emil Rausch, die je zweimal gewannen. Je ein Sieg ging an die Deutschen Walter Brack und Georg Zacharias.
Die Freistilstaffel über 4-mal 50 Yards war der einzige Wettbewerb ohne ausländische Beteiligung. Nach einem Protest verwehrte die Jury den deutschen Schwimmern die Teilnahme, da sie unterschiedlichen Schwimmvereinen angehörten (zugelassen waren lediglich reine Vereinsmannschaften). Erfolgreich protestiert hatte der Österreicher Otto Wahle, der dadurch seinem Verein, dem New York Athletic Club, einen Vorteil verschaffen wollte.
Eine weitere kuriose Entscheidung fällte die Jury im Finale über 50 Yards Freistil: Sie erklärte John Scott Leary zum Sieger, obwohl Halmay stets deutlich in Führung gelegen hatte. Angeblich habe Halmay kurz vor dem Zielseil aufgehört zu schwimmen. Leary wiederum behauptete, er sei behindert worden. Nach langen Beratungen setzte die Jury ein Stichrennen an; nach je einem Fehlstart gewann schließlich Halmay. Das erst nach erheblicher Verzögerung vorliegende Zielfoto bewies, dass der Ungar bereits im eigentlichen Finale gewonnen hätte.

### Tauziehen

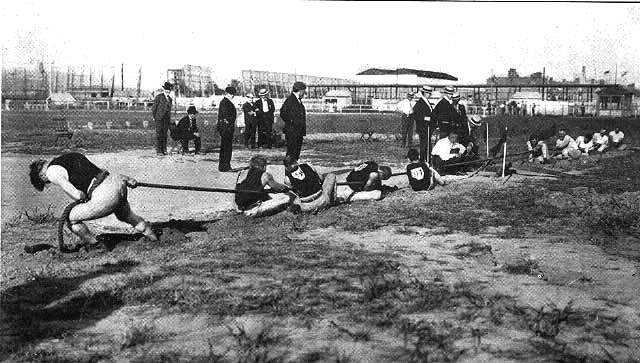
Die Entscheidung um Platz 2

Ergebnisübersicht siehe Olympische Sommerspiele 1904/Tauziehen
Zu Beginn des 20. Jahrhunderts galt das Tauziehen im Gegensatz zu heute nicht als eigenständige Sportart, sondern als Teil der Leichtathletik. Am Turnier waren neben vier amerikanischen Vereinsmannschaften auch eine griechische und eine südafrikanische Mannschaft beteiligt. Der griechischen Mannschaft gehörten Perikles Kakousis, Olympiasieger im Gewichtheben, und Nikolaos Georgandas, Dritter im Diskuswurf, an. Das Turnier gewann der Milwaukee Athletic Club vor zwei Mannschaften des Southwest Turnverein of St. Louis.

### Tennis
Ergebnisübersicht siehe Olympische Sommerspiele 1904/Tennis
Es fanden zwei Wettbewerbe im Tennis statt, je ein Turnier im Einzel und Doppel. Im Gegensatz zu den Spielen von Paris vier Jahre zuvor waren keine Frauen beteiligt. Olympiasieger im Einzel wurde Beals Wright. Der Deutsche Hugo Hardy war der einzige Ausländer unter den 36 gemeldeten Teilnehmern. Bekanntester Spieler war Dwight Filley Davis, der in der zweiten Runde ausschied: Er hatte den Davis Cup gestiftet und war von 1925 bis 1929 Kriegsminister der USA. Auch im Doppel blieb Beals Wright unbesiegt und gewann zusammen mit seinem Partner Edgar Leonard, dem Drittplatzierten des Einzelturniers, eine zweite Goldmedaille.

### Turnen
Ergebnisübersicht siehe Olympische Sommerspiele 1904/Turnen
Das Programm im Turnen war zweigeteilt: Anfang Juli wurde der Mehrkampf durchgeführt, Ende Oktober folgten die einzelnen Gerätedisziplinen. Die Sportabteilung der Weltausstellung bezeichnete die erste Veranstaltung (in deutscher Sprache) als „Internationales Wettturnen“. Sie hatte weitgehend das Regelwerk des Deutschen Turner-Bundes übernommen und auf eine Übersetzung ins Englische verzichtet.

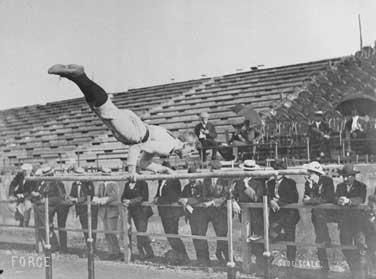
Übung am Barren vor der fast leeren Zuschauertribüne

Der Mehrkampf umfasste neben den turnerischen Disziplinen Barren, Reck und Pferdsprung auch drei Leichtathletikdisziplinen (Weitsprung, Kugelstoßen und Lauf über 100 Yards). Aus den Leistungen des Einzelwettbewerbs wurden drei weitere Wertungen errechnet: Die aus vier Ländern stammenden Einzelturner konnten zusätzliche Medaillen für den turnerischen und den leichtathletischen Teil des Mehrkampfs gewinnen, darüber hinaus gab es eine Mannschaftswertung für alle Disziplinen zusammen. Letztere war kein Vergleich zwischen einzelnen Ländern, sondern zwischen amerikanischen Vereinsmannschaften, die ausschließlich deutsche Namen wie Turngemeinde Philadelphia oder Turnverein Vorwärts Chicago trugen und deren Mitglieder überwiegend deutsche Einwanderer waren.
War der Mehrkampf international besetzt, so blieben die Amerikaner bei der zweiten Veranstaltung unter sich. Diese war als Meisterschaft der Amateur Athletic Union (AAU) ausgeschrieben. Da aber auch Ausländer teilnahmeberechtigt gewesen wären, gelten die „AAU Gymnastics Championships“ ebenfalls als olympisch. Auch gingen zahlreiche Einwanderer an den Start, von denen nicht bekannt ist, ob sie zu diesem Zeitpunkt bereits eingebürgert worden waren. Mit Abstand erfolgreichster Turner war der Amerikaner Anton Heida mit fünf Goldmedaillen und einer Silbermedaille.

### Wasserspringen
Ergebnisübersicht siehe Olympische Sommerspiele 1904/Wasserspringen
Wasserspringen war in St. Louis erstmals überhaupt eine olympische Sportart. Beim Kunstspringen galten die wenigen angereisten Deutschen als Favoriten, doch konnte der Wettbewerb zunächst nicht durchgeführt werden. Die Ausstellungsleitung hatte es versäumt, ein Sprungbrett zur Verfügung zu stellen. Die Deutschen besorgten sich daraufhin selbst Material und zimmerten ein zweieinhalb Meter langes Brett. Dieses brachten sie etwa dreieinhalb Meter über der Wasseroberfläche an.
Aus Sicht der Zuschauer hatten die deutschen Teilnehmer die besten Sprünge geboten, doch die Jury setzte überraschend den Amerikaner George Sheldon an die Spitze, weil er beim Eintauchen am wenigsten Wasser verdrängt habe. Die deutsche Mannschaft legte Protest ein, den die Jury jedoch ablehnte. Delegationsleiter Theodor Lewald zog daraufhin den von ihm als Sonderpreis gestifteten Pokal zurück.
Anstatt des seit 1908 üblichen Turmspringens stand außerdem einmalig die heute kaum mehr verbreitete Disziplin Kopfweitsprung auf dem Programm. Die Teilnehmer mussten nach einem Hechtsprung möglichst lange unter Wasser bleiben, ohne dabei Schwimmzüge mit den Armen zu machen. Wo die Sportler wieder auftauchten (oder wenn eine Minute verstrichen war), wurde die Weite gemessen. Es gewann der Amerikaner William Dickey vor vier Landsleuten.

## Nichtolympische Wettbewerbe

### Wasserball
Ergebnisübersicht siehe Olympische Sommerspiele 1904/Wasserball

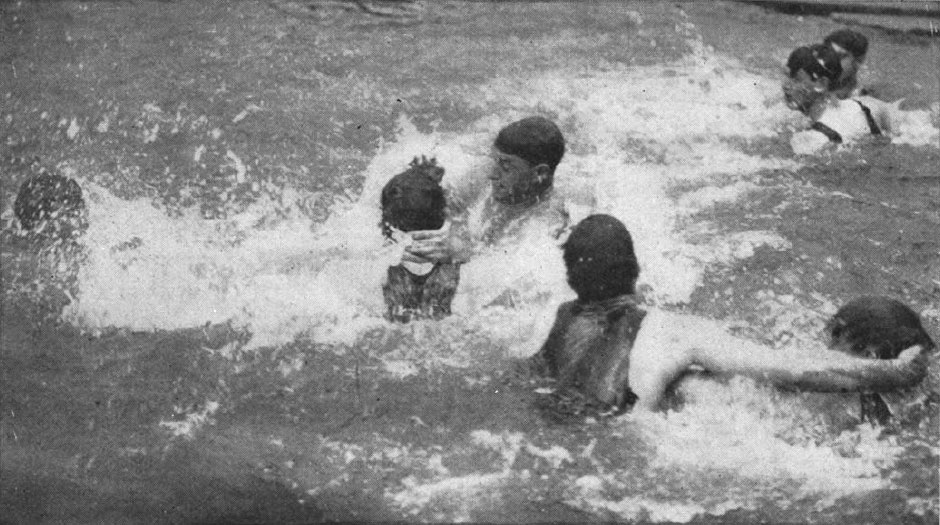
Szene aus einem Wasserballspiel

Drei amerikanische Teams traten zum Wasserballturnier an, wobei Unklarheit darüber besteht, ob Wasserball damals überhaupt eine olympische Sportart war. Dafür spricht, dass das Turnier für Amateure ausgeschrieben war und dass Ausländer hätten teilnehmen dürfen, falls sie dem gleichen Verein angehörten. Allerdings verzichteten sie auch deswegen, weil das amerikanische Wasserballspiel zu Beginn des 20. Jahrhunderts von den europäischen Regeln abwich und eher einer Art Volleyball glich. Es gewann die Mannschaft des New York Athletic Club. Nach aktuellem Stand des IOC wird der Wettbewerb aber doch offiziell anerkannt.
Die Wasserballer waren besonders stark von den prekären hygienischen Verhältnissen im künstlichen See des Ausstellungsgeländes betroffen, da sie sich weitaus am längsten im stark verunreinigten Wasser aufhielten. Vier Spieler verstarben innerhalb weniger Monate an einem durch Escherichia-Bakterien verursachten typhoiden Fieber.

### „Anthropologische Tage“

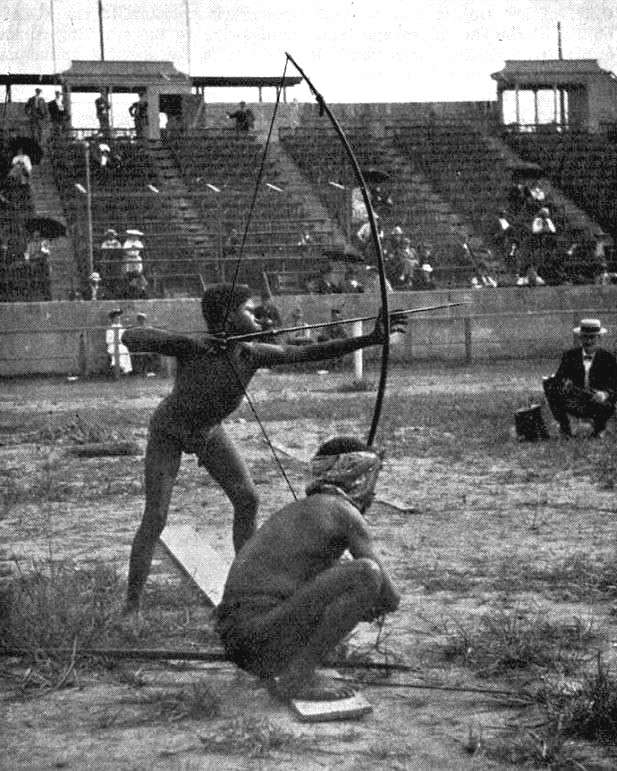
Pygmäen beim Bogenschießen

Eine Veranstaltung, die durchaus dem damaligen Zeitgeist entsprach, aus heutiger Sicht jedoch als rassistisch zu werten ist, bildeten die „Anthropologischen Tage“ (Anthropology Days). William J. McGee, Direktor der Abteilung für Anthropologie, hatte bei Sportdirektor James E. Sullivan den Vorschlag unterbreitet, Angehörige „primitiver Stämme“, deren Lebensweise bei den Völkerschauen der Weltausstellung zur Schau gestellt wurde, in sportlichen Wettkämpfen gegeneinander antreten zu lassen. Die Absicht war es, anwesenden Sportfachleuten und Wissenschaftlern zu zeigen, dass der „zivilisierte Mensch“ nicht nur geistig, sondern auch körperlich überlegen sei. Auch sollte die angeblich weit verbreitete Behauptung, die „Wilden“ seien aufgrund ihres Lebens in natürlicher Umgebung grundsätzlich athletischer, widerlegt werden.
Zur Teilnahme wurden unter anderem Vertreter folgender Völker gezwungen: Moros und Samal von den Philippinen, Patagonier aus Argentinien, Cherokee, Chippewa, Cocopa, Crow, Pawnee und Sioux aus den Vereinigten Staaten, Pygmäen aus Zentralafrika sowie Ainu aus Japan. Sie übten, meist nach Volksgruppen getrennt, verschiedene Disziplinen der Leichtathletik aus. Hinzu kamen einzelne autochthone Sportarten wie Bogenschießen, Baumstammklettern und Ringen. Die Teilnehmer hatten zuvor nie die Gelegenheit zum Training erhalten, entsprechend fielen ihre Leistungen mittelmäßig aus. Dadurch konnte die anthropologische Abteilung den von ihr angestrebten wissenschaftlichen „Beweis“ erbringen. In seinem Bericht zog Sportdirektor Sullivan die Leistungen teilweise ins Lächerliche. So schrieb er beispielsweise:
„It can probably be said, without fear of contradiction, that never before in the history of sport in the world were such poor performances recorded for weight throwing.“ („Es kann wahrscheinlich ohne Gefahr eines Widerspruchs gesagt werden, dass niemals zuvor in der Geschichte des Weltsports derart schlechte Leistungen im Gewichtweitwurf verzeichnet wurden.“)
IOC-Präsident Pierre de Coubertin äußerte nur zurückhaltende Kritik: „Eine solche Veranstaltung wird natürlich ihren Reiz verlieren, wenn die schwarzen Männer, roten Männer und gelben Männer lernen, zu rennen, zu springen und zu werfen und die weißen Männer hinter sich lassen werden.“ Lediglich gegen die Teilnahme von Türken bei den anthropologischen Tagen protestierte er, da diese seiner Meinung nach „zivilisiert genug“ seien, um an den „richtigen“ Wettbewerben teilzunehmen.

## Herausragende Sportler und Leistungen
| Die erfolgreichsten Teilnehmer | Die erfolgreichsten Teilnehmer | Die erfolgreichsten Teilnehmer | Die erfolgreichsten Teilnehmer | Die erfolgreichsten Teilnehmer | Die erfolgreichsten Teilnehmer | Die erfolgreichsten Teilnehmer | Die erfolgreichsten Teilnehmer |
| Platz                          | Athlet                         | Land                           | Sportart                       | Gold                           | Silber                         | Bronze                         | Gesamt                         |
| ------------------------------ | ------------------------------ | ------------------------------ | ------------------------------ | ------------------------------ | ------------------------------ | ------------------------------ | ------------------------------ |
| 1                              | Anton Heida                    | USA                            | Turnen                         | 5                              | 1                              | –                              | 6                              |
| 2                              | Marcus Hurley                  | USA                            | Radsport                       | 4                              | –                              | 1                              | 5                              |
| 3                              | George Eyser                   | USA                            | Turnen                         | 3                              | 2                              | 1                              | 6                              |
| 4                              | James Lightbody                | USA                            | Leichtathletik                 | 3                              | 1                              | –                              | 4                              |
| 5                              | Charles Daniels                | USA                            | Schwimmen                      | 3                              | –                              | –                              | 3                              |
| 5                              | Ray Ewry                       | USA                            | Leichtathletik                 | 3                              | –                              | –                              | 3                              |
| 5                              | Ramón Fonst                    | CUB                            | Fechten                        | 3                              | –                              | –                              | 3                              |
| 5                              | Archie Hahn                    | USA                            | Leichtathletik                 | 3                              | –                              | –                              | 3                              |
| 5                              | Harry Hillman                  | USA                            | Leichtathletik                 | 3                              | –                              | –                              | 3                              |
| 5                              | Matilda Howell                 | USA                            | Bogenschießen                  | 3                              | –                              | –                              | 3                              |

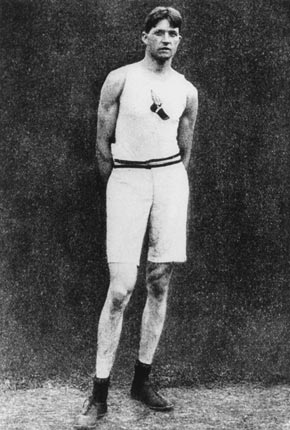
Ray Ewry

Ray Ewry dominierte die Standsprungwettbewerbe und wurde Olympiasieger im Standhochsprung, Standweitsprung und Standdreisprung. Bei den Spielen 1900, 1904 und 1908 gewann er insgesamt acht Goldmedaillen; er gehört damit zu den zehn erfolgreichsten Olympiateilnehmern aller Zeiten. Zählt man seine beiden Siege bei den inoffiziellen Zwischenspielen 1906 hinzu, ist er sogar der erfolgreichste Sportler aller Zeiten.
George Eyser war mit drei Gold-, zwei Silber- und drei Bronzemedaillen der dritterfolgreichste Sportler dieser Spiele, obwohl er eine starke Behinderung hatte: Der Turner trat mit einem Holzbein an, da er ein paar Jahre zuvor bei einem Zugunglück ein Bein verloren hatte.
Der 64-jährige Bogenschütze Galen Spencer ist bis heute der älteste US-amerikanische Olympiasieger aller Zeiten. Der vier Jahre ältere Samuel Duvall, ebenfalls ein Bogenschütze, ist der älteste US-amerikanische Olympiateilnehmer und Medaillengewinner. Übertroffen wurden sie international nur vom schwedischen Gewehrschützen Oscar Swahn, der 1920 bei seinem letzten Medaillengewinn 72 Jahre alt war.

## Nachwirkung
Wie schon 1900 in Paris gerieten die Olympischen Spiele 1904 in St. Louis zu einem unbedeutenden Anhängsel einer Weltausstellung. Die sportlichen Wettkämpfe zogen sich über mehr als viereinhalb Monate hin und wurden wegen der vielen anderen Attraktionen von der Öffentlichkeit kaum wahrgenommen. Lediglich ein kleiner Teil der 19,7 Millionen Besucher der Louisiana Purchase Exposition interessierte sich für das olympische Geschehen, und auch die Medien berichteten nur sporadisch darüber.
Pierre de Coubertin galt allgemein als sehr geschickt beim Aufbau von Beziehungsnetzen. Davon zeugen seine zahlreichen Bekanntschaften mit Staatsoberhäuptern und Regierungschefs, was für die Festigung und Akzeptanz der olympischen Bewegung durchaus nützlich war. Allerdings hatte sich der IOC-Präsident erneut als schlechter Organisator erwiesen. Coubertin hatte sich auch geweigert, die Veranstaltung in St. Louis zu besuchen oder wenigstens mit seinem Einfluss die teils chaotische Organisation in die richtigen Bahnen zu lenken.
Durch sein passives Verhalten provozierte er innerhalb des IOC zunehmend Kritik. Seine Position war geschwächt, und gegen seinen Willen unterstützte das IOC die Idee, alternierend zu Olympischen Spielen in verschiedenen Städten auf der ganzen Welt alle vier Jahre zusätzliche Spiele in Athen durchzuführen. Die Olympischen Zwischenspiele 1906 erwiesen sich mit ihrer straffen Organisation als Publikumserfolg. Sie waren ein Vorbild für nachfolgende Veranstaltungen und verhinderten das Abgleiten der olympischen Bewegung in die Bedeutungslosigkeit. Auf Druck Coubertins entzog das IOC später den Zwischenspielen den offiziellen Status.